# 2010 en els vols espacials
Aquest article és una llista d'esdeveniments de vols espacials relacionats que es van produir el 2010. En aquest any es van veure un gran nombre d'esdeveniments a destacar, com és el cas del primer vol de proves del SpaceX Dragon, la primera nau espacial d'abastiment comercial, que està destinada a proveir l'Estació Espacial Internacional (ISS), i els vols inaugurals del coets Falcon 9 i Minotaur IV. Al juny del 2010, Corea del Sud va conduir un segon llançament del Naro-1, després de l'error del vol inaugural del coet el 2009; això no obstant, el segon intent també va fracassar. El Molniya-M va ser retirat del servei, realitzant el seu vol final el setembre.

## Informació general
El primer llançament suborbital del 2010 va ser conduït el 23:00 GMT el 10 de gener, quan un coet suau Black Brant IX va ser llançat a través d'una plataforma de làser aerotransportada Boeing YAL-1. L'11 de gener, la Xina va realitzar una prova ABM, amb dos míssils. El primer llançament orbital va ocórrer el 16:12 UTC del 16 de gener, quan un Llarga Marxa 3C va llançar el sistema de navegació per satèl·lit, Compass-G1 des del Xichang Satellite Launch Centre.
Aquest any es van realitzar setanta-quatre llançaments orbitals, amb setanta acabant amb èxit i quatre en error. L'últim llançament orbital es va realitzar el 29 de desembre, quan es va posar en marxa l'Ariane 5ECA amb les naus espacials Hispasat-1E i Koreasat 6 des de Kourou.

## Exploració espacial
L'Akatsuki, la primera missió japonesa a Venus, va ser llançada amb un coet H-IIA al maig. malgrat un llançament amb èxit, la nau va fracassar en entrar a l'òrbita citerocèntrica en desembre. La intenció era buscar els llamps i els volcans a Venus. Els enginyers planegen tornar a provar la inserció en òrbita el 2016 o el 2017 si la nau es troba encara en bon estat. IKAROS, la primera vela solar operacional, es va posar en marxa en el mateix coet que l'Akatsuki.
La primera sonda japanesa en un asteroide, el Hayabusa, va tornar a la Terra el 13 de juny, després d'haver aterrat al (25143) Itokawa en un esforç per recollir mostres. També va ser la primera missió de retorn de mostres amb èxit d'un asteroide.
L'1 d'octubre a les 10:59:57 UTC, la Xina va llançar amb èxit la nau espacial Chang'e-2, la segona missió d'aquesta nació en explorar la Lluna. Es va utilitzar un coet Llarga Marxa 3C, llançat des del Xichang Satellite Launch Centre. La nau espacial va realitzar una missió similar a la de l'anterior nau espacial Chang'e-1, però amb un enfocament en la cartografia de possibles llocs d'aterratge en preparació per a l'allunatge no tipulat del Chang'e-3.

## Vol espacial tripulat
Es van planificar set llançaments tripulats, amb tres missions del transbordador espacial i quatre vols Soiuz cap a l'Estació Espacial Internacional (ISS) intercanviant la tripulació. El STS-130, utilitzant l'orbitador Endeavour,va ser el primer vol tripulat de l'any, llançant el 8 de febrer amb els mòduls Tranquility i Cupola per l'ISS. El 5 d'abril, el Discovery es va llançar en la missió STS-131, amb el mòdul d'abastiment Leonardo MPLM.
E Soiuz TMA-18 va llançar la tripulació de l'Expedició 23 cap a l'ISS el 2 d'abril; que estava previst romandre's al voltant de sis mesos acoblat a l'estació per facilitar la sortida de la tripulació en cas d'emergència. Poc abans, el Soiuz TMA-16 es va desacoblar, i va transportar els anteriors membres de l'ISS de tornada cap a la Terra. El 14 de maig, el transbordador espacial Atlantis es va posar en marxa en el seu penúltim vol, STS-132, transportant el mòdul Rassvet cap a l'ISS. El Soiuz TMA-19 va llançar l'Expedició 24 el 15 de juny. El Soiuz TMA-01M, el primer vol d'una modernitzada nau Soiuz-TMA, es va llançar el 8 d'octubre amb la tripulació de l'Expedició 25 cap a l'ISS. Llavors, per acabar l'any, l'Expedició 26 es va llançar a bord del Soiuz TMA-20 el 15 de desembre.

## Errors de llançament
Hi va haver quatre errors de llançaments orbitals, que van afectar dos Geosynchronous Satellite Launch Vehicles, una afectant al coet Naro-1, i l'altre al Proton. El primer va tenir lloc el 15 d'abril, quan el GSLV Mk.II es va llançar com a vol inaugural. La tercera etapa del coet va patir un malfuncionament, resultant que no es pogués assolir l'òrbita i el satèl·lit GSAT-4 va caure al mar. El segon error de llançament va tenir lloc durant el segon llançament del coet Naro-1, transportant la nau espacial STSAT-2B. El coet va explotar, 137 segons en el vol.
El tercer error de llançament va tenir lloc el 5 de desembre, quan un Proton-M amb la primera etapa superior del Blok DM-03 va fracassar en inserir tres satèl·lits Glonass-M cap a l'òrbita. Abans del llançament, el Blok DM va ser alimentat incorrectament, fent que el coet fos massa pesant per arribar a la seva òrbita d'estacionament. El quart error de llançament succeí el 25 de desembre del 2010, quan un GSLV Mk. I va explotar durant el llançament de GSAT-5P. El coet va ser destruït per seguretat del vol, després d'haver-se perdut el control dels propulsors de combustible líquid units a la primera etapa.

## Llançaments
| Data i hora (UTC)       | Coet | Coet                                                                     | Plataforma de llançament                                   | Plataforma de llançament                                   | LSP                                                                   | LSP                                                                   |
| ----------------------- | --- | ------------------------------------------------------------------------ | ---------------------------------------------------------- | ---------------------------------------------------------- | --------------------------------------------------------------------- | --------------------------------------------------------------------- |
| Data i hora (UTC)       | Càrrega útil | Operador                                                                 | Òrbita                                                     | Funció                                                     | Deteriorament (UTC)                                                   | Resultat                                                              |
| Data i hora (UTC)       | Comentaris |                                                                          |                                                            |                                                            |                                                                       |                                                                       |
| Gener                   | |                                                                          |                                                            |                                                            |                                                                       |                                                                       |
| 10 de gener 23:00:00    | Canadà - Black Brant IX | Canadà - Black Brant IX                                                  | Estats Units - San Nicolas                                 | Estats Units - San Nicolas                                 | Estats Units - NASA                                                   | Estats Units - NASA                                                   |
| 10 de gener 23:00:00    | Estats Units - MARTI | Força Aèria dels Estats Units d'Amèrica                                  | Suborbital                                                 | Objectiu                                                   | 10 de gener                                                           | Reeixit                                                               |
| 11 de gener 11:55       | |                                                                          | Xina - Jiuquan                                             | Xina - Jiuquan                                             | Xina - PLA                                                            | Xina - PLA                                                            |
| 11 de gener 11:55       | | PLA                                                                      | Suborbital                                                 | Prova ABM                                                  | 11 de gener                                                           | Reeixit                                                               |
| 11 de gener 11:55       | Objectiu |                                                                          |                                                            |                                                            |                                                                       |                                                                       |
| 11 de gener 12:00       | Xina - Dong Feng 21 | Xina - Dong Feng 21                                                      | Xina - Ürümchi                                             | Xina - Ürümchi                                             | Xina - PLA                                                            | Xina - PLA                                                            |
| 11 de gener 12:00       | | PLA                                                                      | Suborbital                                                 | Prova ABM                                                  | 11 de gener                                                           | Reeixit                                                               |
| 11 de gener 12:00       | Interceptor |                                                                          |                                                            |                                                            |                                                                       |                                                                       |
| 14 de gener 06:50       | Índia - RH-300 Mk.II | Índia - RH-300 Mk.II                                                     | Índia - TERLS                                              | Índia - TERLS                                              | Índia - ISRO                                                          | Índia - ISRO                                                          |
| 14 de gener 06:50       | | ISRO                                                                     | Suborbital                                                 | Solar/Aeronomia                                            | 14 de gener                                                           | Reeixit                                                               |
| 14 de gener 06:50       | Apogeu: 116 km |                                                                          |                                                            |                                                            |                                                                       |                                                                       |
| 14 de gener 07:35       | Índia - RH-300 Mk. II | Índia - RH-300 Mk. II                                                    | Índia - TERLS                                              | Índia - TERLS                                              | Índia - ISRO                                                          | Índia - ISRO                                                          |
| 14 de gener 07:35       | | ISRO                                                                     | Suborbital                                                 | Solar/Aeronomia                                            | 14 de gener                                                           | Reeixit                                                               |
| 14 de gener 07:35       | Apogeu: 116 km |                                                                          |                                                            |                                                            |                                                                       |                                                                       |
| 14 de gener 07:45       | Índia - RH-560 Mk.II | Índia - RH-560 Mk.II                                                     | Índia - Satish Dhawan                                      | Índia - Satish Dhawan                                      | Índia - ISRO                                                          | Índia - ISRO                                                          |
| 14 de gener 07:45       | | ISRO                                                                     | Suborbital                                                 | Solar/Aeronomia                                            | 14 de gener                                                           | Reeixit                                                               |
| 14 de gener 07:45       | Apogeu: 548 km |                                                                          |                                                            |                                                            |                                                                       |                                                                       |
| 15 de gener 06:50       | Índia - RH-300 Mk. II | Índia - RH-300 Mk. II                                                    | Índia - TERLS                                              | Índia - TERLS                                              | Índia - ISRO                                                          | Índia - ISRO                                                          |
| 15 de gener 06:50       | | ISRO                                                                     | Suborbital                                                 | Solar/Aeronomia                                            | 15 de gener                                                           | Reeixit                                                               |
| 15 de gener 06:50       | Apogeu: 116 km |                                                                          |                                                            |                                                            |                                                                       |                                                                       |
| 15 de gener 07:35       | Índia - RH-300 Mk. II | Índia - RH-300 Mk. II                                                    | Índia - TERLS                                              | Índia - TERLS                                              | Índia - ISRO                                                          | Índia - ISRO                                                          |
| 15 de gener 07:35       | | ISRO                                                                     | Suborbital                                                 | Solar/Aeronomia                                            | 15 de gener                                                           | Reeixit                                                               |
| 15 de gener 07:35       | Apogeu: 116 km |                                                                          |                                                            |                                                            |                                                                       |                                                                       |
| 15 de gener 10:30       | Índia - RH-300 Mk. II | Índia - RH-300 Mk. II                                                    | Índia - TERLS                                              | Índia - TERLS                                              | Índia - ISRO                                                          | Índia - ISRO                                                          |
| 15 de gener 10:30       | | ISRO                                                                     | Suborbital                                                 | Solar/Aeronomia                                            | 15 de gener                                                           | Reeixit                                                               |
| 15 de gener 10:30       | Apogeu: 116 km |                                                                          |                                                            |                                                            |                                                                       |                                                                       |
| 15 de gener 07:45       | Índia - RH-560 Mk. II | Índia - RH-560 Mk. II                                                    | Índia - Satish Dhawan                                      | Índia - Satish Dhawan                                      | Índia - ISRO                                                          | Índia - ISRO                                                          |
| 15 de gener 07:45       | | ISRO                                                                     | Suborbital                                                 | Solar/Aeronomia                                            | 15 de gener                                                           | Reeixit                                                               |
| 15 de gener 07:45       | Apogeu: 523 km |                                                                          |                                                            |                                                            |                                                                       |                                                                       |
| 16 de gener 16:12       | Xina - Llarga Marxa 3C | Xina - Llarga Marxa 3C                                                   | Xina - Xichang LA-2                                        | Xina - Xichang LA-2                                        | Xina - CNSA                                                           | Xina - CNSA                                                           |
| 16 de gener 16:12       | Xina - Compass-G1 | CNSA                                                                     | Geoestacionària                                            | Navegació                                                  | En òrbita                                                             | Operacional                                                           |
| 27 de gener 08:25       | França - M51 | França - M51                                                             | França - Le Terrible, Audierne Bay                         | França - Le Terrible, Audierne Bay                         | França - DGA                                                          | França - DGA                                                          |
| 27 de gener 08:25       | | DGA                                                                      | Suborbital                                                 | Prova de míssils                                           | 27 de gener                                                           | Reeixit                                                               |
| 27 de gener 08:25       | Primer llançament del M51 des dun submarí |                                                                          |                                                            |                                                            |                                                                       |                                                                       |
| 28 de gener 00:18       | Rússia - Proton-M/Briz-M Enhanced | Rússia - Proton-M/Briz-M Enhanced                                        | Kazakhstan - Baikonur Site 81/24                           | Kazakhstan - Baikonur Site 81/24                           | Rússia - Khrunichev                                                   | Rússia - Khrunichev                                                   |
| 28 de gener 00:18       | Rússia - Globus-1M #12L (Raduga-1M 2) | VKS                                                                      | Geosíncrona                                                | Comunicacions                                              | En òrbita                                                             | Operacional                                                           |
| 31 de gener 11:40       | Estats Units - UGM-96 Trident I C4 (LV-2) | Estats Units - UGM-96 Trident I C4 (LV-2)                                | Illes Marshall - Meck                                      | Illes Marshall - Meck                                      | Estats Units - MDA                                                    | Estats Units - MDA                                                    |
| 31 de gener 11:40       | | MDA                                                                      | Suborbital                                                 | Prova ABM                                                  | 30 de gener                                                           | Reeixit                                                               |
| 31 de gener 11:40       | Vol inaugural del Trident I en configuració LV-2, l'interceptor va fracassar |                                                                          |                                                            |                                                            |                                                                       |                                                                       |
| 31 de gener             | Estats Units - Ground Based Interceptor | Estats Units - Ground Based Interceptor                                  | Estats Units - Vandenberg LF-23                            | Estats Units - Vandenberg LF-23                            | Estats Units - MDA                                                    | Estats Units - MDA                                                    |
| 31 de gener             | | MDA                                                                      | Suborbital                                                 | Prova ABM                                                  | 30 de gener                                                           | Error del vehicle                                                     |
| 31 de gener             | Problema de registre de radar que va causar un "bagàs" inesperat, agreujat per problema en l'hèlix del interceptor, va donar lloc a un error en interceptar el Trident |                                                                          |                                                            |                                                            |                                                                       |                                                                       |
| Febrer                  | |                                                                          |                                                            |                                                            |                                                                       |                                                                       |
| 3 de febrer 03:45       | Rússia - Soiuz-U | Rússia - Soiuz-U                                                         | Kazakhstan - Baikonur Site 1/5                             | Kazakhstan - Baikonur Site 1/5                             | Rússia - Roskosmos                                                    | Rússia - Roskosmos                                                    |
| 3 de febrer 03:45       | Rússia - Progress M-04M | Roskosmos                                                                | Òrbita baixa (ISS)                                         | Logística                                                  | 1 de juliol 14:40                                                     | Reeixit                                                               |
| 3 de febrer 03:45       | Vol de la ISS 36P |                                                                          |                                                            |                                                            |                                                                       |                                                                       |
| 3 de febrer             | Iran - Kavoshgar | Iran - Kavoshgar                                                         | Iran - Semnan                                              | Iran - Semnan                                              | Iran - ISA                                                            | Iran - ISA                                                            |
| 3 de febrer             | Iran - Kavoshgar-3 | ISA                                                                      | Suborbital                                                 | Biològic                                                   | 3 de febrer                                                           | Reeixit                                                               |
| 4 de febrer 08:03:07    | Canadà - Black Brant IX | Canadà - Black Brant IX                                                  | Estats Units - San Nicolas                                 | Estats Units - San Nicolas                                 | Estats Units - NASA                                                   | Estats Units - NASA                                                   |
| 4 de febrer 08:03:07    | Estats Units - MARTI | Força Aèria dels Estats Units d'Amèrica                                  | Suborbital                                                 | Objectiu                                                   | 4 de febrer                                                           | Reeixit                                                               |
| 7 de febrer 05:20       | Índia - Agni-III | Índia - Agni-III                                                         | Índia - ITR IC-4                                           | Índia - ITR IC-4                                           | Índia - DRDO                                                          | Índia - DRDO                                                          |
| 7 de febrer 05:20       | | DRDO                                                                     | Suborbital                                                 | Prova de míssils                                           | 7 de febrer                                                           | Reeixit                                                               |
| 7 de febrer 05:20       | Va viatjar 3500 km en la mateixa trajectòria |                                                                          |                                                            |                                                            |                                                                       |                                                                       |
| 8 de febrer 09:14       | Estats Units - Transbordador espacial Endeavour - | Estats Units - Transbordador espacial Endeavour -                        | Estats Units - Kennedy LC-39A                              | Estats Units - Kennedy LC-39A                              | Estats Units - United Space Alliance                                  | Estats Units - United Space Alliance                                  |
| 8 de febrer 09:14       | Estats Units - STS-130 | NASA                                                                     | Òrbita baixa (ISS)                                         | Acoblament de la ISS                                       | 22 de febrer 03:22                                                    | Reeixit                                                               |
| 8 de febrer 09:14       | Nacions Unides - Tranquility | NASA                                                                     | Òrbita baixa (ISS)                                         | Component de la ISS (Estació espacial internacional)       | En òrbita                                                             | Operacional                                                           |
| 8 de febrer 09:14       | Nacions Unides - Cupola | NASA                                                                     | Òrbita baixa (ISS)                                         | Component de la ISS (Estació espacial internacional)       | En òrbita                                                             | Operacional                                                           |
| 8 de febrer 09:14       | Vol tripulat amb sis astronautes |                                                                          |                                                            |                                                            |                                                                       |                                                                       |
| 9 de febrer 09:01:00    | Estats Units - Terrier-Orion | Estats Units - Terrier-Orion                                             | Estats Units - Poker Flat                                  | Estats Units - Poker Flat                                  | Estats Units - NASA                                                   | Estats Units - NASA                                                   |
| 9 de febrer 09:01:00    | | Alaska                                                                   | Suborbital                                                 | Auroral                                                    | 9 de febrer                                                           | Reeixit                                                               |
| 11 de febrer 15:23      | Estats Units - Atlas V 401 | Estats Units - Atlas V 401                                               | Estats Units - Cape Canaveral SLC-41                       | Estats Units - Cape Canaveral SLC-41                       | Estats Units - United Launch Alliance                                 | Estats Units - United Launch Alliance                                 |
| 11 de febrer 15:23      | Estats Units - SDO | NASA                                                                     | Geosíncrona                                                | Solar                                                      | En òrbita                                                             | Operacional                                                           |
| 12 de febrer 00:39      | Rússia - Proton-M/Briz-M Enhanced | Rússia - Proton-M/Briz-M Enhanced                                        | Kazakhstan - Baikonur Site 200/39                          | Kazakhstan - Baikonur Site 200/39                          | Rússia Estats Units - International Launch Services                   | Rússia Estats Units - International Launch Services                   |
| 12 de febrer 00:39      | Nacions Unides - Intelsat 16 | Intelsat                                                                 | Geosíncrona                                                | Comunicacions                                              | En òrbita                                                             | Operacional                                                           |
| 12 de febrer 04:44      | Rússia - R-17 Elbrus | Rússia - R-17 Elbrus                                                     | Estats Units - Ship, Pacific Ocean                         | Estats Units - Ship, Pacific Ocean                         | Estats Units - Força Aèria dels Estats Units d'Amèrica                | Estats Units - Força Aèria dels Estats Units d'Amèrica                |
| 12 de febrer 04:44      | | Força Aèria dels Estats Units d'Amèrica                                  | Suborbital                                                 | Objectiu                                                   | 12 de febrer                                                          | Reeixit                                                               |
| 12 de febrer 04:44      | Destroyed by Boeing YAL-1 aircraft |                                                                          |                                                            |                                                            |                                                                       |                                                                       |
| 12 de febrer 05:31:20   | Canadà - Black Brant IX | Canadà - Black Brant IX                                                  | Estats Units - San Nicolas                                 | Estats Units - San Nicolas                                 | Estats Units - NASA                                                   | Estats Units - NASA                                                   |
| 12 de febrer 05:31:20   | Estats Units - MARTI | Força Aèria dels Estats Units d'Amèrica                                  | Suborbital                                                 | Objectiu                                                   | 12 de febrer                                                          | Reeixit                                                               |
| 15 de febrer 09:49:11   | Canadà - Black Brant XII | Canadà - Black Brant XII                                                 | Estats Units - Poker Flat                                  | Estats Units - Poker Flat                                  | Estats Units - NASA                                                   | Estats Units - NASA                                                   |
| 15 de febrer 09:49:11   | | Dartmouth                                                                | Suborbital                                                 | Auroral                                                    | 15 de febrer                                                          | Reeixit                                                               |
| 15 de febrer 09:49:11   | Apogeu: 803 km |                                                                          |                                                            |                                                            |                                                                       |                                                                       |
| 17 de febrer            | Estats Units - Juno | Estats Units - Juno                                                      | Estats Units - Fort Wingate LC-96                          | Estats Units - Fort Wingate LC-96                          | Estats Units - Exèrcit dels Estats Units d'Amèrica                    | Estats Units - Exèrcit dels Estats Units d'Amèrica                    |
| 17 de febrer            | | Exèrcit dels Estats Units d'Amèrica                                      | Suborbital                                                 | Objectiu                                                   | 17 de febrer                                                          | Reeixit                                                               |
| 17 de febrer            | Prova del MIM-104 Patriot, prova del PAC-3 MSE, interceptat amb èxit |                                                                          |                                                            |                                                            |                                                                       |                                                                       |
| Març                    | |                                                                          |                                                            |                                                            |                                                                       |                                                                       |
| 1 de març 21:19         | Rússia - Proton-M/DM-2 Enhanced | Rússia - Proton-M/DM-2 Enhanced                                          | Kazakhstan - Baikonur Site 81/24                           | Kazakhstan - Baikonur Site 81/24                           | Rússia - Khrunichev                                                   | Rússia - Khrunichev                                                   |
| 1 de març 21:19         | Rússia - Kosmos 2459 (GLONASS-M #731) | VKS                                                                      | Òrbita mitjana                                             | Navegació                                                  | En òrbita                                                             | Operacional                                                           |
| 1 de març 21:19         | Rússia - Kosmos 2460 (GLONASS-M #732) | VKS                                                                      | Òrbita mitjana                                             | Navegació                                                  | En òrbita                                                             | Operacional                                                           |
| 1 de març 21:19         | Rússia - Kosmos 2461 (GLONASS-M #735) | VKS                                                                      | Òrbita mitjana                                             | Navegació                                                  | En òrbita                                                             | Operacional                                                           |
| 4 de març 04:50         | Rússia - R-29RMU Sineva | Rússia - R-29RMU Sineva                                                  | Rússia - K-114 Tula, Mar de Barentsz                       | Rússia - K-114 Tula, Mar de Barentsz                       | Rússia - VMF                                                          | Rússia - VMF                                                          |
| 4 de març 04:50         | | VMF                                                                      | Suborbital                                                 | Prova de míssils                                           | 4 de març                                                             | Reeixit                                                               |
| 4 de març 23:57         | Estats Units - Delta IV-M+ (4,2) | Estats Units - Delta IV-M+ (4,2)                                         | Estats Units - Cape Canaveral SLC-37B                      | Estats Units - Cape Canaveral SLC-37B                      | Estats Units - United Launch Alliance                                 | Estats Units - United Launch Alliance                                 |
| 4 de març 23:57         | Estats Units - GOES 15 (GOES-P) | NOAA/NASA                                                                | Geoestacionària                                            | Clima                                                      | En òrbita                                                             | Operacional                                                           |
| 5 de març 04:55         | Xina - Llarga Marxa 4C | Xina - Llarga Marxa 4C                                                   | Xina - Jiuquan LA-4/SLS-2                                  | Xina - Jiuquan LA-4/SLS-2                                  | Xina - CNSA                                                           | Xina - CNSA                                                           |
| 5 de març 04:55         | Xina - Yaogan 9 | CNSA                                                                     | Heliosíncrona                                              | ELINT                                                      | En òrbita                                                             | Operacional                                                           |
| 5 de març 04:55         | Xina - Subsatèl·lit Yaogan 9 | CNSA                                                                     | Heliosíncrona                                              | ELINT                                                      | En òrbita                                                             | Operacional                                                           |
| 5 de març 04:55         | Xina - Subsatèl·lit Yaogan 9 | CNSA                                                                     | Heliosíncrona                                              | ELINT                                                      | En òrbita                                                             | Operacional                                                           |
| 5 de març 04:55         | Primer llançament de la sèrie del Llarga Marxa 4 des de Jiuquan |                                                                          |                                                            |                                                            |                                                                       |                                                                       |
| 15 de març              | Índia - Prithvi | Índia - Prithvi                                                          | Índia - ITR IC-4                                           | Índia - ITR IC-4                                           | Índia - DRDO                                                          | Índia - DRDO                                                          |
| 15 de març              | | DRDO                                                                     | Suborbital                                                 | Objectiu                                                   | 15 de març                                                            | Error de llançament                                                   |
| 15 de març              | Objectiu per la prova ABM, es va desviar del rumb previst, no es va llançar l'interceptor |                                                                          |                                                            |                                                            |                                                                       |                                                                       |
| 20 de març 18:27        | Rússia - Proton-M/Briz-M Enhanced | Rússia - Proton-M/Briz-M Enhanced                                        | Kazakhstan - Baikonur Site 200/39                          | Kazakhstan - Baikonur Site 200/39                          | Rússia Estats Units - International Launch Services                   | Rússia Estats Units - International Launch Services                   |
| 20 de març 18:27        | Estats Units - Echostar XIV | Echostar                                                                 | Geosíncrona                                                | Comunicacions                                              | En òrbita                                                             | Operacional                                                           |
| 22 de març              | Estats Units - Terrier Mk.70-Orion | Estats Units - Terrier Mk.70-Orion                                       | Austràlia - Woomera LA-2                                   | Austràlia - Woomera LA-2                                   | Austràlia Estats Units - DSTO/Força Aèria dels Estats Units d'Amèrica | Austràlia Estats Units - DSTO/Força Aèria dels Estats Units d'Amèrica |
| 22 de març              | Austràlia Estats Units - HiFire-1 | DSTO/Força Aèria dels Estats Units d'Amèrica                             | Suborbital                                                 | Tecnologia                                                 | 22 de març                                                            | Reeixit                                                               |
| 22 de març              | Experiment d'investigació hipersònica |                                                                          |                                                            |                                                            |                                                                       |                                                                       |
| 26 de març 13:43        | Estats Units Europa - Maxus | Estats Units Europa - Maxus                                              | Suècia - Esrange                                           | Suècia - Esrange                                           | Europa - EuroLaunch                                                   | Europa - EuroLaunch                                                   |
| 26 de març 13:43        | Suècia Europa - MAXUS-8 | SSC/ESA                                                                  | Suborbital                                                 | Microgravetat                                              | 26 de març 13:55                                                      | Reeixit                                                               |
| 26 de març 13:43        | Apogeu: 700 km |                                                                          |                                                            |                                                            |                                                                       |                                                                       |
| 27 de març 00:14        | Índia - Dhanush | Índia - Dhanush                                                          | Índia - INS Subhadra Indian Ocean                          | Índia - INS Subhadra Indian Ocean                          | Índia - DRDO                                                          | Índia - DRDO                                                          |
| 27 de març 00:14        | | DRDO                                                                     | Suborbital                                                 | Prova de míssils                                           | 27 de març                                                            | Reeixit                                                               |
| 27 de març 00:18        | Índia - Prithvi II | Índia - Prithvi II                                                       | Índia - Integrated Test Range IC-3                         | Índia - Integrated Test Range IC-3                         | Índia - DRDO                                                          | Índia - DRDO                                                          |
| 27 de març 00:18        | | DRDO                                                                     | Suborbital                                                 | Prova de míssils                                           | 27 de març                                                            | Reeixit                                                               |
| 27 de març 14:09:56     | Estats Units - Terrier-Improved Malmute | Estats Units - Terrier-Improved Malmute                                  | Estats Units - Wallops Island LA-1/50K                     | Estats Units - Wallops Island LA-1/50K                     | Estats Units - NASA                                                   | Estats Units - NASA                                                   |
| 27 de març 14:09:56     | | NASA                                                                     | Suborbital                                                 | Vol de proves                                              | 27 de març                                                            | Reeixit                                                               |
| 27 de març 14:09:56     | Estats Units - SOCEM | CalPoly                                                                  | Suborbital                                                 | Tecnologia                                                 | 27 de març                                                            | Reeixit                                                               |
| 27 de març 14:09:56     | Estats Units - ADAMASat | Kentucky Space                                                           | Suborbital                                                 | Tecnologia                                                 | 27 de març                                                            | Reeixit                                                               |
| 27 de març 14:09:56     | Vol inaugural del Terrier-Improved Malmute, Apogeu: 270 km |                                                                          |                                                            |                                                            |                                                                       |                                                                       |
| 27 de març 19:37        | Índia - Agni I | Índia - Agni I                                                           | Índia - Integrated Test Range IC-4                         | Índia - Integrated Test Range IC-4                         | Índia - Exèrcit de l'Índia                                            | Índia - Exèrcit de l'Índia                                            |
| 27 de març 19:37        | | Exèrcit de l'Índia                                                       | Suborbital                                                 | Prova de míssils                                           | 28 de març                                                            | Reeixit                                                               |
| Abril                   | |                                                                          |                                                            |                                                            |                                                                       |                                                                       |
| 2 d'abril 04:04         | Rússia - Soiuz-FG | Rússia - Soiuz-FG                                                        | Kazakhstan - Baikonur Site 1/5                             | Kazakhstan - Baikonur Site 1/5                             | Rússia - Roskosmos                                                    | Rússia - Roskosmos                                                    |
| 2 d'abril 04:04         | Rússia - Soiuz TMA-18 | Roskosmos                                                                | Òrbita baixa (ISS)                                         | ISS Expedició 23                                           | 25 de setembre 05:23                                                  | Reeixit                                                               |
| 2 d'abril 04:04         | Vol tripulat amb tres cosmonautes |                                                                          |                                                            |                                                            |                                                                       |                                                                       |
| 5 d'abril 10:21         | Estats Units - Transbordador espacial Transbordador espacial Discovery - | Estats Units - Transbordador espacial Transbordador espacial Discovery - | Estats Units - Kennedy LC-39A                              | Estats Units - Kennedy LC-39A                              | Estats Units - United Space Alliance                                  | Estats Units - United Space Alliance                                  |
| 5 d'abril 10:21         | Estats Units - STS-131 | NASA                                                                     | Òrbita baixa (ISS)                                         | Logística                                                  | 20 d'abril 13:08:35                                                   | Reeixit                                                               |
| 5 d'abril 10:21         | Itàlia Estats Units - Leonardo MPLM | ASI/NASA                                                                 | Òrbita baixa (ISS)                                         | Logística                                                  | 20 d'abril 13:08:35                                                   | Reeixit                                                               |
| 5 d'abril 10:21         | Vol tripulat amb set astronautes |                                                                          |                                                            |                                                            |                                                                       |                                                                       |
| 8 d'abril 13:57         | Ucraïna - Dnepr-1 | Ucraïna - Dnepr-1                                                        | Kazakhstan - Baikonur Site 109/95                          | Kazakhstan - Baikonur Site 109/95                          | Rússia - ISC Kosmotras                                                | Rússia - ISC Kosmotras                                                |
| 8 d'abril 13:57         | Europa - Cryosat-2 | ESA                                                                      | Òrbita baixa                                               | Climatologia                                               | En òrbita                                                             | Operacional                                                           |
| 15 d'abril 10:57        | Índia - GSLV Mk.II | Índia - GSLV Mk.II                                                       | Índia - Satish Dhawan SLP                                  | Índia - Satish Dhawan SLP                                  | Índia - ISRO                                                          | Índia - ISRO                                                          |
| 15 d'abril 10:57        | Índia - GSAT-4 (HealthSat) | ISRO                                                                     | Destinat: Geosíncrona                                      | Comunicacions Navegació                                    | 15 d'abril                                                            | Error de llançament                                                   |
| 15 d'abril 10:57        | Vol inaugural del GSLV Mk. II, error en la tercera etapa. |                                                                          |                                                            |                                                            |                                                                       |                                                                       |
| 16 d'abril 15:00        | Rússia - Soiuz-U | Rússia - Soiuz-U                                                         | Rússia - Plesetsk Site 16/2                                | Rússia - Plesetsk Site 16/2                                | Rússia - VKS                                                          | Rússia - VKS                                                          |
| 16 d'abril 15:00        | Rússia - Kosmos 2462 (Kobal't-M) | VKS                                                                      | Òrbita baixa                                               | Òptic/Imatgeria                                            | 21 de juliol                                                          | Reeixit                                                               |
| 22 d'abril 23:00        | Estats Units - Minotaur IV Lite | Estats Units - Minotaur IV Lite                                          | Estats Units - Vandenberg SLC-8                            | Estats Units - Vandenberg SLC-8                            | Estats Units - Orbital Sciences                                       | Estats Units - Orbital Sciences                                       |
| 22 d'abril 23:00        | Estats Units - HTV-2a | Força Aèria dels Estats Units d'Amèrica                                  | Suborbital                                                 | Tecnologia                                                 | 22 d'abril                                                            | Error del vehicle                                                     |
| 22 d'abril 23:00        | Vol inaugural del Minotaur IV, pèrdua de contacte amb el HTV nou minuts després del llançament. |                                                                          |                                                            |                                                            |                                                                       |                                                                       |
| 22 d'abril 23:52        | Estats Units - Atlas V 501 | Estats Units - Atlas V 501                                               | Estats Units - Cape Canaveral SLC-41                       | Estats Units - Cape Canaveral SLC-41                       | Estats Units - United Launch Alliance                                 | Estats Units - United Launch Alliance                                 |
| 22 d'abril 23:52        | Estats Units - USA-212 (X-37B OTV-1) | Força Aèria dels Estats Units d'Amèrica                                  | Òrbita baixa                                               | Tecnologia                                                 | 3 de desembre 09:16                                                   | Reeixit                                                               |
| 22 d'abril 23:52        | Vol inaugural de l'Atlas V 501 i el Boeing X-37B |                                                                          |                                                            |                                                            |                                                                       |                                                                       |
| 24 d'abril 11:19        | Rússia - Proton-M/Briz-M Enhanced | Rússia - Proton-M/Briz-M Enhanced                                        | Kazakhstan - Baikonur Site 200/39                          | Kazakhstan - Baikonur Site 200/39                          | Rússia Estats Units - International Launch Services                   | Rússia Estats Units - International Launch Services                   |
| 24 d'abril 11:19        | Països Baixos - SES-1 (OS-1) | SES World Skies                                                          | Geosíncrona                                                | Comunicacions                                              | En òrbita                                                             | Operacional                                                           |
| 27 d'abril 01:05        | Rússia - Kosmos-3M | Rússia - Kosmos-3M                                                       | Rússia - Plesetsk Site 132/1                               | Rússia - Plesetsk Site 132/1                               | Rússia - VKS                                                          | Rússia - VKS                                                          |
| 27 d'abril 01:05        | Rússia - Kosmos 2463 (Parus) | VKS                                                                      | Òrbita baixa                                               | Navegació/Communication                                    | En òrbita                                                             | Operacional                                                           |
| 28 d'abril 17:15        | Rússia - Soiuz-U | Rússia - Soiuz-U                                                         | Kazakhstan - Baikonur Site 1/5                             | Kazakhstan - Baikonur Site 1/5                             | Rússia - Roskosmos                                                    | Rússia - Roskosmos                                                    |
| 28 d'abril 17:15        | Rússia - Progress M-05M | Roskosmos                                                                | Òrbita baixa (ISS)                                         | Logística                                                  | 15 de novembre 09:35:39                                               | Reeixit                                                               |
| 28 d'abril 17:15        | Vol de la ISS 37P |                                                                          |                                                            |                                                            |                                                                       |                                                                       |
| Maig                    | |                                                                          |                                                            |                                                            |                                                                       |                                                                       |
| 3 de maig 09:47:00      | Canadà - Black Brant IX | Canadà - Black Brant IX                                                  | Estats Units - San Nicolas                                 | Estats Units - San Nicolas                                 | Estats Units - NASA                                                   | Estats Units - NASA                                                   |
| 3 de maig 09:47:00      | Estats Units - MARTI | Força Aèria dels Estats Units d'Amèrica                                  | Suborbital                                                 | Objectiu                                                   | 3 de maig                                                             | Reeixit                                                               |
| 3 de maig 18:32:00      | Canadà - Black Brant IX | Canadà - Black Brant IX                                                  | Estats Units - White Sands                                 | Estats Units - White Sands                                 | Estats Units - NASA                                                   | Estats Units - NASA                                                   |
| 3 de maig 18:32:00      | | Colorado                                                                 | Suborbital                                                 | Geoespai/Solar                                             | 3 de maig                                                             | Reeixit                                                               |
| 3 de maig 18:32:00      | Utilitzat per calibrar el Solar Dynamics Observatory |                                                                          |                                                            |                                                            |                                                                       |                                                                       |
| 4 de maig 12:41:02      | Estats Units - SpaceLoft XL | Estats Units - SpaceLoft XL                                              | Estats Units - Spaceport America                           | Estats Units - Spaceport America                           | Estats Units - UP Aerospace                                           | Estats Units - UP Aerospace                                           |
| 4 de maig 12:41:02      | Estats Units - RocketSat | CSG                                                                      | Suborbital                                                 | Tecnologia                                                 | 4 de maig                                                             | Reeixit                                                               |
| 4 de maig 12:41:02      | | NMSU                                                                     | Suborbital                                                 | Tecnologia                                                 | 4 de maig                                                             | Reeixit                                                               |
| 4 de maig 12:41:02      | | UNM                                                                      | Suborbital                                                 | Tecnologia                                                 | 4 de maig                                                             | Reeixit                                                               |
| 4 de maig 12:41:02      | Estats Units - Pioneer | Celestis                                                                 | Suborbital                                                 | Sepultura espacial                                         | 4 de maig                                                             | Reeixit                                                               |
| 4 de maig 12:41:02      | Va assolir un apogeu de 113 km, es va recuperar amb èxit. |                                                                          |                                                            |                                                            |                                                                       |                                                                       |
| 6 de maig 03:50         | Taiwan - Sounding Rocket VII | Taiwan - Sounding Rocket VII                                             | Taiwan - Jiu Peng Air Base                                 | Taiwan - Jiu Peng Air Base                                 | Taiwan - NSPO                                                         | Taiwan - NSPO                                                         |
| 6 de maig 03:50         | | NSPO                                                                     | Suborbital                                                 |                                                            | 6 de maig                                                             | Reeixit                                                               |
| 6 de maig 03:50         | Apogeu: 289 km |                                                                          |                                                            |                                                            |                                                                       |                                                                       |
| 8 de maig               | Pakistan - Ghaznavi | Pakistan - Ghaznavi                                                      | Pakistan - Sonmiani                                        | Pakistan - Sonmiani                                        | Pakistan - ASFC                                                       | Pakistan - ASFC                                                       |
| 8 de maig               | | ASFC                                                                     | Suborbital                                                 | Prova de míssils                                           | 8 de maig                                                             | Reeixit                                                               |
| 8 de maig               | Pakistan - Shaheen-I | Pakistan - Shaheen-I                                                     | Pakistan - Sonmiani                                        | Pakistan - Sonmiani                                        | Pakistan - ASFC                                                       | Pakistan - ASFC                                                       |
| 8 de maig               | | ASFC                                                                     | Suborbital                                                 | Prova de míssils                                           | 8 de maig                                                             | Reeixit                                                               |
| 14 de maig 18:20        | Estats Units - Transbordador espacial Transbordador espacial Atlantis - | Estats Units - Transbordador espacial Transbordador espacial Atlantis -  | Estats Units - Kennedy LC-39A                              | Estats Units - Kennedy LC-39A                              | Estats Units - United Space Alliance                                  | Estats Units - United Space Alliance                                  |
| 14 de maig 18:20        | Estats Units - STS-132 | NASA                                                                     | Òrbita baixa (ISS)                                         | Logística                                                  | 26 de maig 12:48:11                                                   | Reeixit                                                               |
| 14 de maig 18:20        | Nacions Unides - Rassvet (MRM-1) | Roskosmos                                                                | Òrbita baixa (ISS)                                         | Component de la ISS (Estació espacial internacional)       | En òrbita                                                             | Operacional                                                           |
| 14 de maig 18:20        | Vol tripulat amb sis astronautes |                                                                          |                                                            |                                                            |                                                                       |                                                                       |
| 17 de maig 11:29        | Índia - Agni-II | Índia - Agni-II                                                          | Índia - ITR IC-3                                           | Índia - ITR IC-3                                           | Índia - Exèrcit de l'Índia                                            | Índia - Exèrcit de l'Índia                                            |
| 17 de maig 11:29        | | Exèrcit de l'Índia                                                       | Suborbital                                                 | Prova de míssils                                           | 17 de maig                                                            | Reeixit                                                               |
| 17 de maig 11:29        | Va viatjar 2500 km amb la mateixa trajectòria |                                                                          |                                                            |                                                            |                                                                       |                                                                       |
| 20 de maig 21:58:22     | Japó - H-IIA 202 | Japó - H-IIA 202                                                         | Japó - Tanegashima LA-Y1                                   | Japó - Tanegashima LA-Y1                                   | Japó - Mitsubishi                                                     | Japó - Mitsubishi                                                     |
| 20 de maig 21:58:22     | Japó - Akatsuki (Planet-C) | JAXA                                                                     | Heliocèntrica Destinat: Citerocèntrica                     | Orbitador de Venus                                         | En òrbita                                                             | Error del vehicle                                                     |
| 20 de maig 21:58:22     | Japó - IKAROS | JAXA                                                                     | Heliocèntrica                                              | Solar sail                                                 | En òrbita                                                             | Operacional                                                           |
| 20 de maig 21:58:22     | Japó - Waseda-SAT2 | Waseda                                                                   | Òrbita baixa                                               | Imatgeria                                                  | 15 d'agost                                                            | Error del vehicle                                                     |
| 20 de maig 21:58:22     | Hayato (K-Sat) | Kagoshima                                                                | Òrbita baixa                                               | Atmosfèric                                                 | 8 – 14 de juliol                                                      | Error parcial del vehicle                                             |
| 20 de maig 21:58:22     | Japó - Negai☆'' | Soka                                                                     | Òrbita baixa                                               | Tecnologia                                                 | 26 de juny                                                            | Reeixit                                                               |
| 20 de maig 21:58:22     | Japó - Shin'en (UNITEC-1) | UNISEC                                                                   | Heliocèntrica                                              | Tecnologia                                                 | En òrbita                                                             | Error del vehicle                                                     |
| 20 de maig 21:58:22     | Japó - DCAM-1 | JAXA                                                                     | Heliocèntrica                                              | Tecnologia                                                 | En òrbita                                                             | Reeixit                                                               |
| 20 de maig 21:58:22     | Japó - DCAM-2 | JAXA                                                                     | Heliocèntrica                                              | Tecnologia                                                 | En òrbita                                                             | Reeixit                                                               |
| 20 de maig 21:58:22     | El Waseda-SAT2 mai va estar en contacte amb terra, el Hayato es va veure afectat per problemes de comunicacions, perdut el contacte amb Shin'en el 21 de maig, no és clar si s'han rebut més dades des de llavors. La nau DCAM es va desplegar des del IKAROS i s'utilitza per observar el desplegament de la vela solar. L'Akatsuki va patir una avaria durant en la inserció en òrbita citerocèntrica, i no va poder entrar en òrbita |                                                                          |                                                            |                                                            |                                                                       |                                                                       |
| 21 de maig 09:00:00     | Canadà - Black Brant IX | Canadà - Black Brant IX                                                  | Estats Units - White Sands                                 | Estats Units - White Sands                                 | Estats Units - NASA                                                   | Estats Units - NASA                                                   |
| 21 de maig 09:00:00     | Estats Units - DICE | Colorado                                                                 | Suborbital                                                 | Astronomia                                                 | 21 de maig                                                            | Error del vehicle                                                     |
| 21 de maig 22:01        | Europa - Ariane 5ECA | Europa - Ariane 5ECA                                                     | França - Kourou ELA-3                                      | França - Kourou ELA-3                                      | França - Arianespace                                                  | França - Arianespace                                                  |
| 21 de maig 22:01        | Luxemburg - Astra 3B | SES Astra                                                                | Geosíncrona                                                | Comunicacions                                              | En òrbita                                                             | Operacional                                                           |
| 21 de maig 22:01        | Alemanya - COMSATBw-2 | Bundeswehr                                                               | Geosíncrona                                                | Comunicacions                                              | En òrbita                                                             | Operacional                                                           |
| 28 de maig 03:00        | Estats Units - Delta IV-M+ (4,2) | Estats Units - Delta IV-M+ (4,2)                                         | Estats Units - Cape Canaveral SLC-37B                      | Estats Units - Cape Canaveral SLC-37B                      | Estats Units - United Launch Alliance                                 | Estats Units - United Launch Alliance                                 |
| 28 de maig 03:00        | Estats Units - USA-213 (GPS IIF SV-1) | Força Aèria dels Estats Units d'Amèrica                                  | Òrbita mitjana                                             | Navegació                                                  | En òrbita                                                             | Operacional                                                           |
| Juny                    | |                                                                          |                                                            |                                                            |                                                                       |                                                                       |
| 2 de juny 01:59         | Rússia - Rókot/Briz-KM | Rússia - Rókot/Briz-KM                                                   | Rússia - Plesetsk Site 133/3                               | Rússia - Plesetsk Site 133/3                               | Europa Rússia - Eurockot                                              | Europa Rússia - Eurockot                                              |
| 2 de juny 01:59         | Japó - SERVIS-2 | USEF                                                                     | Heliosíncrona                                              | Tecnologia                                                 | En òrbita                                                             | Operacional                                                           |
| 2 de juny 15:53:04      | Xina - Llarga Marxa 3C | Xina - Llarga Marxa 3C                                                   | Xina - Xichang                                             | Xina - Xichang                                             | Xina - CNSA                                                           | Xina - CNSA                                                           |
| 2 de juny 15:53:04      | Xina - Compass-G3 | CNSA                                                                     | Geoestacionària                                            | Navegació                                                  | En òrbita                                                             | Operacional                                                           |
| 3 de juny 22:00:08      | Rússia - Proton-M/Briz-M Enhanced | Rússia - Proton-M/Briz-M Enhanced                                        | Kazakhstan - Baikonur Site 200/39                          | Kazakhstan - Baikonur Site 200/39                          | Rússia Estats Units - International Launch Services                   | Rússia Estats Units - International Launch Services                   |
| 3 de juny 22:00:08      | Aràbia Saudita - Badr-5 | ARABSAT                                                                  | Geosíncrona                                                | Comunicacions                                              | En òrbita                                                             | Operacional                                                           |
| 4 de juny 18:45         | Estats Units - Falcon 9 | Estats Units - Falcon 9                                                  | Estats Units - Cape Canaveral SLC-40                       | Estats Units - Cape Canaveral SLC-40                       | Estats Units - SpaceX                                                 | Estats Units - SpaceX                                                 |
| 4 de juny 18:45         | Estats Units - DSQU | SpaceX                                                                   | Òrbita baixa                                               | Repetitiu                                                  | 27 de juny 00:50                                                      | Reeixit                                                               |
| 4 de juny 18:45         | Vol inaugural del Falcon 9 |                                                                          |                                                            |                                                            |                                                                       |                                                                       |
| 6 de juny 22:25         | Estats Units - Ground Based Interceptor | Estats Units - Ground Based Interceptor                                  | Estats Units - Vandenberg LF-24                            | Estats Units - Vandenberg LF-24                            | Estats Units - MDA                                                    | Estats Units - MDA                                                    |
| 6 de juny 22:25         | | MDA                                                                      | Suborbital                                                 | Vol de proves                                              | 6 de juny                                                             | Reeixit                                                               |
| 6 de juny 22:25         | Prova de vehicle de dos fases, no es va provar d'interceptar |                                                                          |                                                            |                                                            |                                                                       |                                                                       |
| 8 de juny               | Estats Units - UGM-133 Trident II D5 | Estats Units - UGM-133 Trident II D5                                     | Estats UnitsUSS Maryland, ETR                              | Estats UnitsUSS Maryland, ETR                              | Estats Units - Marina dels Estats Units d'Amèrica                     | Estats Units - Marina dels Estats Units d'Amèrica                     |
| 8 de juny               | | Marina dels Estats Units d'Amèrica                                       | Suborbital                                                 | Vol de proves                                              | 8 de juny                                                             | Reeixit                                                               |
| 8 de juny               | Seguiment del Commander's Evaluation Test 42 |                                                                          |                                                            |                                                            |                                                                       |                                                                       |
| 8 de juny               | Estats Units - UGM-133 Trident II D5 | Estats Units - UGM-133 Trident II D5                                     | Estats UnitsUSS Maryland, ETR                              | Estats UnitsUSS Maryland, ETR                              | Estats Units - Marina dels Estats Units d'Amèrica                     | Estats Units - Marina dels Estats Units d'Amèrica                     |
| 8 de juny               | | Marina dels Estats Units d'Amèrica                                       | Suborbital                                                 | Vol de proves                                              | 8 de juny                                                             | Reeixit                                                               |
| 8 de juny               | Seguiment del Commander's Evaluation Test 42 |                                                                          |                                                            |                                                            |                                                                       |                                                                       |
| 9 de juny               | Estats Units - UGM-133 Trident II D5 | Estats Units - UGM-133 Trident II D5                                     | Estats UnitsUSS Maryland, ETR                              | Estats UnitsUSS Maryland, ETR                              | Estats Units - Marina dels Estats Units d'Amèrica                     | Estats Units - Marina dels Estats Units d'Amèrica                     |
| 9 de juny               | | Marina dels Estats Units d'Amèrica                                       | Suborbital                                                 | Vol de proves                                              | 9 de juny                                                             | Reeixit                                                               |
| 9 de juny               | Seguiment del Commander's Evaluation Test 43 |                                                                          |                                                            |                                                            |                                                                       |                                                                       |
| 9 de juny               | Estats Units - UGM-133 Trident II D5 | Estats Units - UGM-133 Trident II D5                                     | Estats UnitsUSS Maryland, ETR                              | Estats UnitsUSS Maryland, ETR                              | Estats Units - Marina dels Estats Units d'Amèrica                     | Estats Units - Marina dels Estats Units d'Amèrica                     |
| 9 de juny               | | Marina dels Estats Units d'Amèrica                                       | Suborbital                                                 | Vol de proves                                              | 9 de juny                                                             | Reeixit                                                               |
| 9 de juny               | Seguiment del Commander's Evaluation Test 43 |                                                                          |                                                            |                                                            |                                                                       |                                                                       |
| 10 de juny 08:01        | Rússia Corea del Sud - Naro-1 | Rússia Corea del Sud - Naro-1                                            | Corea del Sud - Naro                                       | Corea del Sud - Naro                                       | Rússia Corea del Sud - Khrunichev/KARI                                | Rússia Corea del Sud - Khrunichev/KARI                                |
| 10 de juny 08:01        | Corea del Sud - STSAT-2B | KARI                                                                     | Destinat: Òrbita baixa                                     | Tecnologia                                                 | +137 segons                                                           | Error de llançament                                                   |
| 10 de juny 08:01        | Va explotar durant la primera etapa |                                                                          |                                                            |                                                            |                                                                       |                                                                       |
| 15 de juny 01:39        | Xina - Llarga Marxa 2D | Xina - Llarga Marxa 2D                                                   | Xina - Jiuquan LA-4/SLS-2                                  | Xina - Jiuquan LA-4/SLS-2                                  | Xina - CNSA                                                           | Xina - CNSA                                                           |
| 15 de juny 01:39        | Xina - Shijian XII | CNSA                                                                     | Òrbita baixa                                               | Tecnologia                                                 | En òrbita                                                             | Operacional                                                           |
| 15 de juny 14:42        | Ucraïna - Dnepr-1 | Ucraïna - Dnepr-1                                                        | Rússia - Dombarovsky Site 13                               | Rússia - Dombarovsky Site 13                               | Rússia - ISC Kosmotras                                                | Rússia - ISC Kosmotras                                                |
| 15 de juny 14:42        | Suècia - Prisma-Mango | SSC                                                                      | Heliosíncrona                                              | Tecnologia                                                 | En òrbita                                                             | Operacional                                                           |
| 15 de juny 14:42        | Suècia - Prisma-Tango | SSC                                                                      | Heliosíncrona                                              | Tecnologia                                                 | En òrbita                                                             | Operacional                                                           |
| 15 de juny 14:42        | França - Picard | CNES                                                                     | Heliosíncrona                                              | Solar                                                      | En òrbita                                                             | Operacional                                                           |
| 15 de juny 14:42        | Ucraïna - BPA-1 | Hartron-Arkos                                                            | Heliosíncrona                                              | Tecnologia                                                 | En òrbita                                                             | Operacional                                                           |
| 15 de juny 14:42        | El BPA-1 intencionalment romandre unit en l'etapa superior |                                                                          |                                                            |                                                            |                                                                       |                                                                       |
| 15 de juny 21:35        | Rússia - Soiuz-FG | Rússia - Soiuz-FG                                                        | Kazakhstan - Baikonur Site 1/5                             | Kazakhstan - Baikonur Site 1/5                             | Rússia - Roskosmos                                                    | Rússia - Roskosmos                                                    |
| 15 de juny 21:35        | Rússia - Soiuz TMA-19 | Roskosmos                                                                | Òrbita baixa (ISS)                                         | ISS Expedició 24                                           | 26 de novembre 04:46:53                                               | Reeixit                                                               |
| 15 de juny 21:35        | Vol tripulat amb tres cosmonautes |                                                                          |                                                            |                                                            |                                                                       |                                                                       |
| 16 de juny 10:01        | Estats Units - LGM-30G Minuteman III | Estats Units - LGM-30G Minuteman III                                     | Estats Units - Vandenberg LF-10                            | Estats Units - Vandenberg LF-10                            | Estats Units - Força Aèria dels Estats Units d'Amèrica                | Estats Units - Força Aèria dels Estats Units d'Amèrica                |
| 16 de juny 10:01        | | Força Aèria dels Estats Units d'Amèrica                                  | Suborbital                                                 | Prova de míssils                                           | 16 de juny                                                            | Reeixit                                                               |
| 16 de juny 10:01        | Va viatjar 6743 km a Kwajalein Atoll |                                                                          |                                                            |                                                            |                                                                       |                                                                       |
| 21 de juny 02:14        | Ucraïna - Dnepr-1 | Ucraïna - Dnepr-1                                                        | Kazakhstan - Baikonur Site 109/95                          | Kazakhstan - Baikonur Site 109/95                          | Rússia - ISC Kosmotras                                                | Rússia - ISC Kosmotras                                                |
| 21 de juny 02:14        | Alemanya - TanDEM-X | DLR                                                                      | Òrbita baixa                                               | Radar Imatgeria                                            | En òrbita                                                             | Operacional                                                           |
| 22 de juny 19:00        | Israel - Shavit-2 | Israel - Shavit-2                                                        | Israel - Palmachim                                         | Israel - Palmachim                                         | Israel - Israel Aerospace Industries                                  | Israel - Israel Aerospace Industries                                  |
| 22 de juny 19:00        | Israel - Ofek-9 | IAI/Israeli Defense Forces                                               | Òrbita baixa (retrògrad)                                   | Reconeixement                                              | En òrbita                                                             | Operacional                                                           |
| 22 de juny 19:00        | Conegut com a Ofek-8 abans del seu llançament |                                                                          |                                                            |                                                            |                                                                       |                                                                       |
| 24 de juny 11:17:00     | Estats Units - Terrier-Orion | Estats Units - Terrier-Orion                                             | Estats Units - Wallops Island LA-2/MRL                     | Estats Units - Wallops Island LA-2/MRL                     | Estats Units - NASA                                                   | Estats Units - NASA                                                   |
| 24 de juny 11:17:00     | Estats Units - RockOn! | Colorado                                                                 | Suborbital                                                 | Investigació estudiantil                                   | 24 de juny                                                            | Reeixit                                                               |
| 26 de juny 21:41        | Europa - Ariane 5ECA | Europa - Ariane 5ECA                                                     | França - Kourou ELA-3                                      | França - Kourou ELA-3                                      | França - Arianespace                                                  | França - Arianespace                                                  |
| 26 de juny 21:41        | Aràbia Saudita - ArabSat-5A | ARABSAT                                                                  | Geosíncrona                                                | Comunicacions                                              | En òrbita                                                             | Operacional                                                           |
| 26 de juny 21:41        | Corea del Sud - Chollian (COMS-1) | KARI                                                                     | Geosíncrona                                                | Comunicacions Weather Oceanografia                         | En òrbita                                                             | Operacional                                                           |
| 30 de juny 10:40:01     | Estats Units - LGM-30G Minuteman III | Estats Units - LGM-30G Minuteman III                                     | Estats Units - Vandenberg LF-04                            | Estats Units - Vandenberg LF-04                            | Estats Units - Força Aèria dels Estats Units d'Amèrica                | Estats Units - Força Aèria dels Estats Units d'Amèrica                |
| 30 de juny 10:40:01     | | Força Aèria dels Estats Units d'Amèrica                                  | Suborbital                                                 | Prova de míssils                                           | 30 de juny                                                            | Reeixit                                                               |
| 30 de juny 15:35        | Rússia - Soiuz-U | Rússia - Soiuz-U                                                         | Kazakhstan - Baikonur Site 1/5                             | Kazakhstan - Baikonur Site 1/5                             | Rússia - Roskosmos                                                    | Rússia - Roskosmos                                                    |
| 30 de juny 15:35        | Rússia - Progress M-06M | Roskosmos                                                                | Òrbita baixa (ISS)                                         | Logística                                                  | 6 de setembre 12:53:20                                                | Reeixit                                                               |
| 30 de juny 15:35        | Vol de la ISS 38P |                                                                          |                                                            |                                                            |                                                                       |                                                                       |
| Juliol                  | |                                                                          |                                                            |                                                            |                                                                       |                                                                       |
| 10 de juliol 11:32      | França - M51 | França - M51                                                             | FrançaLe Terrible, Audierne Bay                            | FrançaLe Terrible, Audierne Bay                            | França - DGA/Marine nationale                                         | França - DGA/Marine nationale                                         |
| 10 de juliol 11:32      | | DGA/Marine nationale                                                     | Suborbital                                                 | Vol de proves                                              | 10 de juliol                                                          | Reeixit                                                               |
| 10 de juliol 18:40      | Rússia - Proton-M/Briz-M Enhanced | Rússia - Proton-M/Briz-M Enhanced                                        | Kazakhstan - Baikonur Site 200/39                          | Kazakhstan - Baikonur Site 200/39                          | Rússia Estats Units - International Launch Services                   | Rússia Estats Units - International Launch Services                   |
| 10 de juliol 18:40      | Estats Units - EchoStar XV | Echostar                                                                 | Geosíncrona                                                | Comunicacions                                              | En òrbita                                                             | Operacional                                                           |
| 11 de juliol            | Canadà - Black Brant IX | Canadà - Black Brant IX                                                  | Estats Units - White Sands                                 | Estats Units - White Sands                                 | Estats Units - NASA                                                   | Estats Units - NASA                                                   |
| 11 de juliol            | | Caltech                                                                  | Suborbital                                                 | Astronomia                                                 | 11 de juliol                                                          | Reeixit                                                               |
| 12 de juliol 03:53      | Índia - PSLV-CA | Índia - PSLV-CA                                                          | Índia - Satish Dhawan FLP                                  | Índia - Satish Dhawan FLP                                  | Índia - ISRO                                                          | Índia - ISRO                                                          |
| 12 de juliol 03:53      | Índia - Cartosat-2B | ISRO                                                                     | Òrbita baixa                                               | Teledetecció                                               | En òrbita                                                             | Operacional                                                           |
| 12 de juliol 03:53      | Algèria - AlSat-2A | ASAL                                                                     | Òrbita baixa                                               | Teledetecció                                               | En òrbita                                                             | Operacional                                                           |
| 12 de juliol 03:53      | Índia - StudSat | StudSat                                                                  | Òrbita baixa                                               | Tecnologia                                                 | En òrbita                                                             | Operacional                                                           |
| 12 de juliol 03:53      | Noruega - AISSat-1 | NDRE                                                                     | Òrbita baixa                                               | Tecnologia                                                 | En òrbita                                                             | Operacional                                                           |
| 12 de juliol 03:53      | Suïssa - TIsat-1 | SUPSI                                                                    | Òrbita baixa                                               | Tecnologia                                                 | En òrbita                                                             | Operacional                                                           |
| 12 de juliol 03:53      | Els cubeSats AISSat i TIsat es van llançar com a NLS-6, coordinat per la UTIAS |                                                                          |                                                            |                                                            |                                                                       |                                                                       |
| 27 de juliol            | Índia - Prithvi | Índia - Prithvi                                                          | Índia - ITR IC-4                                           | Índia - ITR IC-4                                           | Índia - DRDO                                                          | Índia - DRDO                                                          |
| 27 de juliol            | | DRDO                                                                     | Suborbital                                                 | Objectiu                                                   | 27 de juliol                                                          | Reeixit                                                               |
| 27 de juliol            | Objectiu per la Prova ABM, interceptat amb èxit pel AAD |                                                                          |                                                            |                                                            |                                                                       |                                                                       |
| 30 de juliol 18:18      | Canadà - Black Brant IX | Canadà - Black Brant IX                                                  | Estats Units - White Sands                                 | Estats Units - White Sands                                 | Estats Units - NASA                                                   | Estats Units - NASA                                                   |
| 30 de juliol 18:18      | Estats Units - SUMI | NASA                                                                     | Suborbital                                                 | Solar                                                      | 30 de juliol                                                          | Reeixit                                                               |
| 31 de juliol 21:30      | Xina - Llarga Marxa 3A | Xina - Llarga Marxa 3A                                                   | Xina - Xichang                                             | Xina - Xichang                                             | Xina - CNSA                                                           | Xina - CNSA                                                           |
| 31 de juliol 21:30      | Xina - Compass-IGSO-1 | CNSA                                                                     | Geosíncrona                                                | Navegació                                                  | En òrbita                                                             | Operacional                                                           |
| Agost                   | |                                                                          |                                                            |                                                            |                                                                       |                                                                       |
| 4 d'agost 09:15         | Canadà - Black Brant X | Canadà - Black Brant X                                                   | Estats Units - Wallops Island LA-1/50K                     | Estats Units - Wallops Island LA-1/50K                     | Estats Units - NASA                                                   | Estats Units - NASA                                                   |
| 4 d'agost 09:15         | | NASA                                                                     | Suborbital                                                 | Vol de proves Tecnologia                                   | 4 d'agost                                                             | Reeixit                                                               |
| 4 d'agost 09:15         | Proves del motor de coet Nihka, amb experiments tecnològics secundàris |                                                                          |                                                            |                                                            |                                                                       |                                                                       |
| 4 d'agost 20:59         | Europa - Ariane 5ECA | Europa - Ariane 5ECA                                                     | França - Kourou ELA-3                                      | França - Kourou ELA-3                                      | França - Arianespace                                                  | França - Arianespace                                                  |
| 4 d'agost 20:59         | Egipte - Nilesat-201 | Nilesat                                                                  | Geosíncrona                                                | Comunicacions                                              | En òrbita                                                             | Operacional                                                           |
| 4 d'agost 20:59         | Maurici - RASCOM-QAF 1R | RASCOM-QAF                                                               | Geosíncrona                                                | Comunicacions                                              | En òrbita                                                             | Operacional                                                           |
| 6 d'agost               | Rússia - R-29RMU Sineva | Rússia - R-29RMU Sineva                                                  | Rússia - K-114 Tula, Mar de Barentsz                       | Rússia - K-114 Tula, Mar de Barentsz                       | Rússia - VMF                                                          | Rússia - VMF                                                          |
| 6 d'agost               | | VMF                                                                      | Suborbital                                                 | Prova de míssils                                           | 6 d'agost                                                             | Reeixit                                                               |
| 6 d'agost               | Rússia - R-29RMU Sineva | Rússia - R-29RMU Sineva                                                  | Rússia - K-114 Tula, Mar de Barentsz                       | Rússia - K-114 Tula, Mar de Barentsz                       | Rússia - VMF                                                          | Rússia - VMF                                                          |
| 6 d'agost               | | VMF                                                                      | Suborbital                                                 | Prova de míssils                                           | 6 d'agost                                                             | Reeixit                                                               |
| 9 d'agost 22:49         | Xina - Llarga Marxa 4C | Xina - Llarga Marxa 4C                                                   | Xina - Taiyuan LC-2                                        | Xina - Taiyuan LC-2                                        | Xina - CNSA                                                           | Xina - CNSA                                                           |
| 9 d'agost 22:49         | Xina - Yaogan 10 | CNSA                                                                     | Heliosíncrona                                              | Teledetecció                                               | En òrbita                                                             | Operacional                                                           |
| 14 d'agost 11:07        | Estats Units - Atlas V 531 | Estats Units - Atlas V 531                                               | Estats Units - Cape Canaveral SLC-41                       | Estats Units - Cape Canaveral SLC-41                       | Estats Units - United Launch Alliance                                 | Estats Units - United Launch Alliance                                 |
| 14 d'agost 11:07        | Estats Units - USA-214 (AEHF-1) | Força Aèria dels Estats Units d'Amèrica                                  | Actual: Transfer Planificat: Geosíncrona                   | Comunicacions                                              | En òrbita                                                             | Error parcial del vehicle Operacional                                 |
| 14 d'agost 11:07        | Vol inaugural de l'Atlas V 531, el motor apogeu liquid va fracassar en operar durant el procés d'inserció orbital |                                                                          |                                                            |                                                            |                                                                       |                                                                       |
| 23 d'agost 17:57        | Canadà - Black Brant IX | Canadà - Black Brant IX                                                  | Estats Units - White Sands                                 | Estats Units - White Sands                                 | Estats Units - NASA                                                   | Estats Units - NASA                                                   |
| 23 d'agost 17:57        | Estats Units - RAISE | SwRI                                                                     | Suborbital                                                 | Solar                                                      | 23 d'agost                                                            | Reeixit                                                               |
| 24 d'agost 07:10        | Xina - Llarga Marxa 2D | Xina - Llarga Marxa 2D                                                   | Xina - Jiuquan LA-4/SLS-2                                  | Xina - Jiuquan LA-4/SLS-2                                  | Xina - CNSA                                                           | Xina - CNSA                                                           |
| 24 d'agost 07:10        | Xina - Tian Hui 1 | CNSA                                                                     | Òrbita baixa                                               | Teledetecció                                               | En òrbita                                                             | Operacional                                                           |
| 30 d'agost 20:00        | Japó - S-520 | Japó - S-520                                                             | Japó - Uchinoura                                           | Japó - Uchinoura                                           | Japó - JAXA                                                           | Japó - JAXA                                                           |
| 30 d'agost 20:00        | | JAXA/TMU/Kagawa/Shizuoka                                                 | Suborbital                                                 | Tecnologia                                                 | 30 d'agost                                                            | Error parcial del vehicle                                             |
| 30 d'agost 20:00        | Els experiments de control d'alta tensió no es van dur a terme segons el previst |                                                                          |                                                            |                                                            |                                                                       |                                                                       |
| Setembre                | |                                                                          |                                                            |                                                            |                                                                       |                                                                       |
| 2 de setembre 00:53:43  | Rússia - Proton-M/DM-2 Enhanced | Rússia - Proton-M/DM-2 Enhanced                                          | Kazakhstan - Baikonur Site 81/24                           | Kazakhstan - Baikonur Site 81/24                           | Rússia - Roskosmos                                                    | Rússia - Roskosmos                                                    |
| 2 de setembre 00:53:43  | Rússia - Kosmos 2464 (GLONASS-M) | VKS                                                                      | Òrbita mitjana                                             | Navegació                                                  | En òrbita                                                             | Operacional                                                           |
| 2 de setembre 00:53:43  | Rússia - Kosmos 2465 (GLONASS-M) | VKS                                                                      | Òrbita mitjana                                             | Navegació                                                  | En òrbita                                                             | Operacional                                                           |
| 2 de setembre 00:53:43  | Rússia - Kosmos 2466 (GLONASS-M) | VKS                                                                      | Òrbita mitjana                                             | Navegació                                                  | En òrbita                                                             | Operacional                                                           |
| 4 de setembre 16:14     | Xina - Llarga Marxa 3B | Xina - Llarga Marxa 3B                                                   | Xina - Xichang LA-2                                        | Xina - Xichang LA-2                                        | Xina - CNSA                                                           | Xina - CNSA                                                           |
| 4 de setembre 16:14     | Xina - Chinasat-6A | Sinosat                                                                  | Geosíncrona                                                | Comunicacions                                              | En òrbita                                                             | Operacional                                                           |
| 8 de setembre 03:30     | Rússia - Rókot/Briz-KM | Rússia - Rókot/Briz-KM                                                   | Rússia - Plesetsk Site 133/3                               | Rússia - Plesetsk Site 133/3                               | Rússia - RVSN                                                         | Rússia - RVSN                                                         |
| 8 de setembre 03:30     | Rússia - GONETS-M No.2 | Gonets SatCom                                                            | Òrbita baixa                                               | Comunicacions                                              | En òrbita                                                             | Operacional                                                           |
| 8 de setembre 03:30     | Rússia - Kosmos 2467 (Strela-3) | VKS                                                                      | Òrbita baixa                                               | Comunicacions                                              | En òrbita                                                             | Operacional                                                           |
| 8 de setembre 03:30     | Rússia - Kosmos 2468 (Strela-3) | VKS                                                                      | Òrbita baixa                                               | Comunicacions                                              | En òrbita                                                             | Operacional                                                           |
| 10 de setembre 10:22    | Rússia - Soiuz-U | Rússia - Soiuz-U                                                         | Kazakhstan - Baikonur Site 31/6                            | Kazakhstan - Baikonur Site 31/6                            | Rússia - Roskosmos                                                    | Rússia - Roskosmos                                                    |
| 10 de setembre 10:22    | Rússia - Progress M-07M | Roskosmos                                                                | Actual: Òrbita baixa (ISS)                                 | Logística                                                  | 20 de febrer 2011 16:12                                               | Reeixit                                                               |
| 10 de setembre 10:22    | Vol de la ISS 39P |                                                                          |                                                            |                                                            |                                                                       |                                                                       |
| 11 de setembre 11:17    | Japó - H-IIA 202 | Japó - H-IIA 202                                                         | Japó - Tanegashima LA-Y1                                   | Japó - Tanegashima LA-Y1                                   | Japó - Mitsubishi                                                     | Japó - Mitsubishi                                                     |
| 11 de setembre 11:17    | Japó - QZSS-1 (Michibiki) | JAXA                                                                     | Quasi-zenith                                               | Navegació                                                  | En òrbita                                                             | Operacional                                                           |
| 17 de setembre 10:03    | Estats Units - LGM-30G Minuteman III | Estats Units - LGM-30G Minuteman III                                     | Estats Units - Vandenberg LF-09                            | Estats Units - Vandenberg LF-09                            | Estats Units - Força Aèria dels Estats Units d'Amèrica                | Estats Units - Força Aèria dels Estats Units d'Amèrica                |
| 17 de setembre 10:03    | | Força Aèria dels Estats Units d'Amèrica                                  | Suborbital                                                 | Vol de proves                                              | 17 de setembre                                                        | Reeixit                                                               |
| 21 de setembre 04:03:30 | Estats Units - Atlas V 501 | Estats Units - Atlas V 501                                               | Estats Units - Vandenberg SLC-3E                           | Estats Units - Vandenberg SLC-3E                           | Estats Units - United Launch Alliance                                 | Estats Units - United Launch Alliance                                 |
| 21 de setembre 04:03:30 | Estats Units - USA-215 | NRO                                                                      | Òrbita baixa (retrograde)                                  |                                                            | En òrbita                                                             | Operacional                                                           |
| 21 de setembre 04:03:30 | Llançament del NRO núm. 41 |                                                                          |                                                            |                                                            |                                                                       |                                                                       |
| 21 de setembre 13:07:30 | Estats Units - Terrier-Orion | Estats Units - Terrier-Orion                                             | Estats Units - Wallops Island LA-2/MRL                     | Estats Units - Wallops Island LA-2/MRL                     | Estats Units - NASA                                                   | Estats Units - NASA                                                   |
| 21 de setembre 13:07:30 | Estats Units - SubTec-III | NASA                                                                     | Suborbital                                                 | Tecnologia                                                 | 21 de setembre 13:23                                                  | Reeixit                                                               |
| 22 de setembre 02:42    | Xina - Llarga Marxa 2D | Xina - Llarga Marxa 2D                                                   | Xina - Jiuquan                                             | Xina - Jiuquan                                             | Xina - CNSA                                                           | Xina - CNSA                                                           |
| 22 de setembre 02:42    | Xina - Yaogan 11 | CNSA                                                                     | Heliocèntric                                               | Òptic/Imatgeria                                            | En òrbita                                                             | Operacional                                                           |
| 22 de setembre 02:42    | Xina - Zheda Pixing 1B | CNSA                                                                     | Heliocèntric                                               | Tecnologia                                                 | En òrbita                                                             | Operacional                                                           |
| 22 de setembre 02:42    | Xina - Zheda Pixing 1C | CNSA                                                                     | Heliocèntric                                               | Tecnologia                                                 | En òrbita                                                             | Operacional                                                           |
| 26 de setembre 04:41    | Estats Units - Minotaur IV | Estats Units - Minotaur IV                                               | Estats Units - Vandenberg SLC-8                            | Estats Units - Vandenberg SLC-8                            | Estats Units - Orbital Sciences                                       | Estats Units - Orbital Sciences                                       |
| 26 de setembre 04:41    | Estats Units - USA-216 (SBSS) | Força Aèria dels Estats Units d'Amèrica                                  | Heliocèntric                                               | Tecnologia Registre de satèl·lit                           | En òrbita                                                             | Operacional                                                           |
| 26 de setembre 04:41    | Primer llançament orbital del Minotaur IV |                                                                          |                                                            |                                                            |                                                                       |                                                                       |
| 30 de setembre 17:01    | Rússia - Molniya-M/2BL | Rússia - Molniya-M/2BL                                                   | Rússia - Plesetsk Site 16/2                                | Rússia - Plesetsk Site 16/2                                | Rússia - RVSN                                                         | Rússia - RVSN                                                         |
| 30 de setembre 17:01    | Rússia - Kosmos 2469 (Oko) | VKS                                                                      | Molnia                                                     | Defensa de míssils                                         | En òrbita                                                             | Reeixit                                                               |
| 30 de setembre 17:01    | vol final del Molniya-M |                                                                          |                                                            |                                                            |                                                                       |                                                                       |
| Octubre                 | |                                                                          |                                                            |                                                            |                                                                       |                                                                       |
| 1 d'octubre 10:59:57    | Xina - Llarga Marxa 3C | Xina - Llarga Marxa 3C                                                   | Xina - Xichang LA-2                                        | Xina - Xichang LA-2                                        | Xina - CNSA                                                           | Xina - CNSA                                                           |
| 1 d'octubre 10:59:57    | Xina - Chang'e 2 | CNSA                                                                     | Selenocèntrica                                             | Orbitador lunar                                            | En òrbita                                                             | Operacional                                                           |
| 6 d'octubre 00:49       | Xina - Llarga Marxa 4B | Xina - Llarga Marxa 4B                                                   | Xina - Taiyuan                                             | Xina - Taiyuan                                             | Xina - CNSA                                                           | Xina - CNSA                                                           |
| 6 d'octubre 00:49       | Xina - Shijian 6G | CNSA                                                                     | Heliocèntric                                               | Tecnologia                                                 | En òrbita                                                             | Operacional                                                           |
| 6 d'octubre 00:49       | Xina - Shijian 6H | CNSA                                                                     | Heliocèntric                                               | Tecnologia                                                 | En òrbita                                                             | Operacional                                                           |
| 6 d'octubre             | Estats Units - ARAV-B (Terrier-Oriole)? | Estats Units - ARAV-B (Terrier-Oriole)?                                  | Estats Units - Kauai                                       | Estats Units - Kauai                                       | Estats Units - MDA                                                    | Estats Units - MDA                                                    |
| 6 d'octubre             | | MDA                                                                      | Suborbital                                                 | Aegis Radars                                               | 6 d'octubre                                                           | Reeixit                                                               |
| 6 d'octubre             | Aegis Radars, detectat per satèl·lits STSS |                                                                          |                                                            |                                                            |                                                                       |                                                                       |
| 6 d'octubre             | Estats Units - ARAV-B (Terrier-Oriole)? | Estats Units - ARAV-B (Terrier-Oriole)?                                  | Estats Units - Kauai                                       | Estats Units - Kauai                                       | Estats Units - MDA                                                    | Estats Units - MDA                                                    |
| 6 d'octubre             | | MDA                                                                      | Suborbital                                                 | Aegis Radars                                               | 6 d'octubre                                                           | Reeixit                                                               |
| 6 d'octubre             | Aegis Radars, detectat per satèl·lits STSS |                                                                          |                                                            |                                                            |                                                                       |                                                                       |
| 7 d'octubre 03:10       | Rússia - RSM-56 Bulava | Rússia - RSM-56 Bulava                                                   | Rússia - TK-208 Dmitri Donskoi, White Sea                  | Rússia - TK-208 Dmitri Donskoi, White Sea                  | Rússia - VMF                                                          | Rússia - VMF                                                          |
| 7 d'octubre 03:10       | | VMF                                                                      | Suborbital                                                 | Prova de míssils                                           | 7 d'octubre                                                           | Reeixit                                                               |
| 7 d'octubre 23:10:57    | Rússia - Soiuz-FG | Rússia - Soiuz-FG                                                        | Kazakhstan - Baikonur Site 1/5                             | Kazakhstan - Baikonur Site 1/5                             | Rússia - Roskosmos                                                    | Rússia - Roskosmos                                                    |
| 7 d'octubre 23:10:57    | Rússia - Soiuz TMA-01M | Roskosmos                                                                | Òrbita baixa (ISS)                                         | ISS Expedició 25                                           | 19 de març 2011 07:54                                                 | Reeixit                                                               |
| 7 d'octubre 23:10:57    | Vol tripulat amb tres cosmonautes, vol inaugural de la nau espacial Soiuz-TMA modernitzada |                                                                          |                                                            |                                                            |                                                                       |                                                                       |
| 14 d'octubre 18:53      | Rússia - Proton-M/Briz-M | Rússia - Proton-M/Briz-M                                                 | Kazakhstan - Baikonur Site 81/24                           | Kazakhstan - Baikonur Site 81/24                           | Rússia Estats Units - International Launch Services                   | Rússia Estats Units - International Launch Services                   |
| 14 d'octubre 18:53      | Estats Units - XM-5 | XM Satellite Radio                                                       | Geosíncrona                                                | Comunicacions                                              | En òrbita                                                             | Operacional                                                           |
| 19 d'octubre 17:10:59   | Rússia - Soiuz-2.1a/Fregat | Rússia - Soiuz-2.1a/Fregat                                               | Kazakhstan - Baikonur Site 31/6                            | Kazakhstan - Baikonur Site 31/6                            | Europa Rússia - Starsem                                               | Europa Rússia - Starsem                                               |
| 19 d'octubre 17:10:59   | Estats Units - Globalstar-2 #1 | Globalstar                                                               | Òrbita baixa                                               | Comunicacions                                              | En òrbita                                                             | Operacional                                                           |
| 19 d'octubre 17:10:59   | Estats Units - Globalstar-2 #2 | Globalstar                                                               | Òrbita baixa                                               | Comunicacions                                              | En òrbita                                                             | Operacional                                                           |
| 19 d'octubre 17:10:59   | Estats Units - Globalstar-2 #3 | Globalstar                                                               | Òrbita baixa                                               | Comunicacions                                              | En òrbita                                                             | Operacional                                                           |
| 19 d'octubre 17:10:59   | Estats Units - Globalstar-2 #4 | Globalstar                                                               | Òrbita baixa                                               | Comunicacions                                              | En òrbita                                                             | Operacional                                                           |
| 19 d'octubre 17:10:59   | Estats Units - Globalstar-2 #5 | Globalstar                                                               | Òrbita baixa                                               | Comunicacions                                              | En òrbita                                                             | Operacional                                                           |
| 19 d'octubre 17:10:59   | Estats Units - Globalstar-2 #6 | Globalstar                                                               | Òrbita baixa                                               | Comunicacions                                              | En òrbita                                                             | Operacional                                                           |
| 21 d'octubre 17:00      | Canadà - Black Brant IX | Canadà - Black Brant IX                                                  | Estats Units - San Nicolas                                 | Estats Units - San Nicolas                                 | Estats Units - NASA                                                   | Estats Units - NASA                                                   |
| 21 d'octubre 17:00      | | Força Aèria dels Estats Units d'Amèrica                                  | Suborbital                                                 | Objectiu                                                   | 21 d'octubre                                                          | Reeixit                                                               |
| 27 d'octubre 10:15      | Estats Units - Nike Orion | Estats Units - Nike Orion                                                | Suècia - Esrange                                           | Suècia - Esrange                                           | Europa - EuroLaunch                                                   | Europa - EuroLaunch                                                   |
| 27 d'octubre 10:15      | Alemanya - MAPHEUS-2 | DLR                                                                      | Suborbital                                                 | Tecnologia                                                 | 27 d'octubre                                                          | Reeixit                                                               |
| 27 d'octubre 10:15      | Apogeu: 153 km |                                                                          |                                                            |                                                            |                                                                       |                                                                       |
| 27 d'octubre 15:11:53   | Rússia - Soiuz-U | Rússia - Soiuz-U                                                         | Kazakhstan - Baikonur Site 1/5                             | Kazakhstan - Baikonur Site 1/5                             | Rússia - Roskosmos                                                    | Rússia - Roskosmos                                                    |
| 27 d'octubre 15:11:53   | Rússia - Progress M-08M | Roskosmos                                                                | Òrbita baixa (ISS)                                         | Logística                                                  | 24 de gener 2011                                                      | Reeixit                                                               |
| 27 d'octubre 15:11:53   | Vol de la ISS 40P |                                                                          |                                                            |                                                            |                                                                       |                                                                       |
| 28 d'octubre 09:59      | Rússia - RS-12M Topol | Rússia - RS-12M Topol                                                    | Rússia - Plesetsk                                          | Rússia - Plesetsk                                          | Rússia - RVSN                                                         | Rússia - RVSN                                                         |
| 28 d'octubre 09:59      | | RVSN                                                                     | Suborbital                                                 | Prova de míssils                                           | 28 d'octubre                                                          | Reeixit                                                               |
| 28 d'octubre 10:30      | Rússia - R-29RMU Sineva | Rússia - R-29RMU Sineva                                                  | Rússia - K-117 Bryansk, Mar de Barentsz                    | Rússia - K-117 Bryansk, Mar de Barentsz                    | Rússia - VMF                                                          | Rússia - VMF                                                          |
| 28 d'octubre 10:30      | | VMF                                                                      | Suborbital                                                 | Prova de míssils                                           | 28 d'octubre                                                          | Reeixit                                                               |
| 28 d'octubre 10:30      | Rússia - R-29R Volna | Rússia - R-29R Volna                                                     | Rússia - K-433 Svyatoy Georgiy Pobedonosets, Mar d'Okhotsk | Rússia - K-433 Svyatoy Georgiy Pobedonosets, Mar d'Okhotsk | Rússia - VMF                                                          | Rússia - VMF                                                          |
| 28 d'octubre 10:30      | | VMF                                                                      | Suborbital                                                 | Prova de míssils                                           | 28 d'octubre                                                          | Reeixit                                                               |
| 28 d'octubre 21:51      | Europa - Ariane 5ECA | Europa - Ariane 5ECA                                                     | França - Kourou ELA-3                                      | França - Kourou ELA-3                                      | França - Arianespace                                                  | França - Arianespace                                                  |
| 28 d'octubre 21:51      | França - Eutelsat W3B | Eutelsat                                                                 | Geosíncrona transfer Destinat: Geosíncrona                 | Comunicacions                                              | En òrbita                                                             | Error del vehicle                                                     |
| 28 d'octubre 21:51      | Japó - BSAT-3b | BSAT                                                                     | Geosíncrona                                                | Comunicacions                                              | En òrbita                                                             | Operacional                                                           |
| 28 d'octubre 21:51      | L'Eutelsat W3B va patir una pèrdua total immediatament després del seu llançament a causa d'una fuga en el sistema oxidant de propulsió principal del satèl·lit. |                                                                          |                                                            |                                                            |                                                                       |                                                                       |
| 29 d'octubre 01:10      | Rússia - RSM-56 Bulava | Rússia - RSM-56 Bulava                                                   | Rússia - TK-208 Dmitri Donskoi, White Sea                  | Rússia - TK-208 Dmitri Donskoi, White Sea                  | Rússia - VMF                                                          | Rússia - VMF                                                          |
| 29 d'octubre 01:10      | | VMF                                                                      | Suborbital                                                 | Prova de míssils                                           | 29 d'octubre                                                          | Reeixit                                                               |
| 29 d'octubre 03:06      | |                                                                          | Estats Units - Kauai                                       | Estats Units - Kauai                                       | Estats Units - MDA                                                    | Estats Units - MDA                                                    |
| 29 d'octubre 03:06      | | JMSDF/MDA                                                                | Suborbital                                                 | Prova ABM                                                  | 29 d'octubre                                                          | Reeixit                                                               |
| 29 d'octubre 03:06      | Apogeu: 161 km, interceptat per SM-3 |                                                                          |                                                            |                                                            |                                                                       |                                                                       |
| 29 d'octubre 03:09      | Estats Units - RIM-161 Standard Missile 3 | Estats Units - RIM-161 Standard Missile 3                                | Japó - JDS Kirishima, Pacific Ocean                        | Japó - JDS Kirishima, Pacific Ocean                        | Japó - JMSDF                                                          | Japó - JMSDF                                                          |
| 29 d'octubre 03:09      | | JMSDF                                                                    | Suborbital                                                 | Prova ABM                                                  | 29 d'octubre                                                          | Reeixit                                                               |
| 29 d'octubre 03:09      | Apogeu: 161 km, interceptat Objectiu |                                                                          |                                                            |                                                            |                                                                       |                                                                       |
| 31 d'octubre 16:26      | Xina - Llarga Marxa 3C | Xina - Llarga Marxa 3C                                                   | Xina - Xichang LA-2                                        | Xina - Xichang LA-2                                        | Xina - CNSA                                                           | Xina - CNSA                                                           |
| 31 d'octubre 16:26      | Xina - Compass-G4 | CNSA                                                                     | Geoestacionària                                            | Navegació                                                  | En òrbita                                                             | Operacional                                                           |
| Novembre                | |                                                                          |                                                            |                                                            |                                                                       |                                                                       |
| 2 de novembre 00:59     | Rússia - Soiuz-2.1a/Fregat | Rússia - Soiuz-2.1a/Fregat                                               | Rússia - Plesetsk Site 43/4                                | Rússia - Plesetsk Site 43/4                                | Rússia - RVSN                                                         | Rússia - RVSN                                                         |
| 2 de novembre 00:59     | Rússia - Meridian 3 | VKS                                                                      | Molniya                                                    | Comunicacions                                              | En òrbita                                                             | Operacional                                                           |
| 4 de novembre 18:37     | Xina - Llarga Marxa 4C | Xina - Llarga Marxa 4C                                                   | Xina - Taiyuan LC-2                                        | Xina - Taiyuan LC-2                                        | Xina - CNSA                                                           | Xina - CNSA                                                           |
| 4 de novembre 18:37     | Xina - Feng Yun 3B | CNSA                                                                     | Heliosíncrona                                              | Clima                                                      | En òrbita                                                             | Operacional                                                           |
| 6 de novembre 02:20     | Estats Units - Delta II 7420-10 | Estats Units - Delta II 7420-10                                          | Estats Units - Vandenberg SLC-2W                           | Estats Units - Vandenberg SLC-2W                           | Estats Units - United Launch Alliance                                 | Estats Units - United Launch Alliance                                 |
| 6 de novembre 02:20     | Itàlia - COSMO-4 | ASI                                                                      | Heliosíncrona                                              | Radar Imatgeria                                            | En òrbita                                                             | Operacional                                                           |
| 6 de novembre 02:20     | Vol final del Delta II 7420 |                                                                          |                                                            |                                                            |                                                                       |                                                                       |
| 14 de novembre 17:29    | Rússia - Proton-M/Briz-M Enhanced | Rússia - Proton-M/Briz-M Enhanced                                        | Kazakhstan - Baikonur Site 200/39                          | Kazakhstan - Baikonur Site 200/39                          | Rússia Estats Units - International Launch Services                   | Rússia Estats Units - International Launch Services                   |
| 14 de novembre 17:29    | Estats Units - SkyTerra-1 | SkyTerra                                                                 | Geosíncrona                                                | Comunicacions                                              | En òrbita                                                             | Operacional                                                           |
| 20 de novembre 01:25    | Estats Units - Minotaur IV/HAPS | Estats Units - Minotaur IV/HAPS                                          | Estats Units - Kodiak LP-1                                 | Estats Units - Kodiak LP-1                                 | Estats Units - Orbital Sciences                                       | Estats Units - Orbital Sciences                                       |
| 20 de novembre 01:25    | Estats Units - STPSat-2 | STP                                                                      | Òrbita baixa                                               | Tecnologia                                                 | En òrbita                                                             | Operacional                                                           |
| 20 de novembre 01:25    | Estats Units - RAX | Universitat de Michigan                                                  | Òrbita baixa                                               | Auroral                                                    | En òrbita                                                             | Operacional                                                           |
| 20 de novembre 01:25    | Estats Units - O/OREOS | NASA ARC                                                                 | Òrbita baixa                                               | Tecnologia                                                 | En òrbita                                                             | Operacional                                                           |
| 20 de novembre 01:25    | Estats Units - FASTSAT | NASA                                                                     | Òrbita baixa                                               | Tecnologia                                                 | En òrbita                                                             | Error parcial del vehicle                                             |
| 20 de novembre 01:25    | Estats Units - NanoSail-D2 | NASA                                                                     | Òrbita baixa                                               | Tecnologia                                                 | En òrbita                                                             | Operacional                                                           |
| 20 de novembre 01:25    | Estats Units - FalconSat-5 | USAFA                                                                    | Òrbita baixa                                               | Tecnologia                                                 | En òrbita                                                             | Operacional                                                           |
| 20 de novembre 01:25    | Estats Units - Sara-Lily (FASTRAC 1) | Texas                                                                    | Òrbita baixa                                               | Tecnologia                                                 | En òrbita                                                             | Operacional                                                           |
| 20 de novembre 01:25    | Estats Units - Emma (FASTRAC 2) | Texas                                                                    | Òrbita baixa                                               | Tecnologia                                                 | En òrbita                                                             | Operacional                                                           |
| 20 de novembre 01:25    | Vol inaugural del Minotaur IV/HAPS. NanoSail-D2 hauria d'haver estat desplegat des del FASTSAT set dies després del seu llançament, el desplegament va fracassar, però no va ser confirmat gairebé dos mesos després, el 19 de gener del 2011 |                                                                          |                                                            |                                                            |                                                                       |                                                                       |
| 21 de novembre 22:58    | Estats Units - Delta IV-H | Estats Units - Delta IV-H                                                | Estats Units - Cape Canaveral SLC-37B                      | Estats Units - Cape Canaveral SLC-37B                      | Estats Units - United Launch Alliance                                 | Estats Units - United Launch Alliance                                 |
| 21 de novembre 22:58    | Estats Units - USA-223 (Mentor) | NRO                                                                      | Geosíncrona                                                | Satèl·lit espia                                            | En òrbita                                                             | Operacional                                                           |
| 21 de novembre 22:58    | Llançament del NRO núm. 32 |                                                                          |                                                            |                                                            |                                                                       |                                                                       |
| 24 de novembre 16:09    | Xina - Llarga Marxa 3A | Xina - Llarga Marxa 3A                                                   | Xina - Xichang                                             | Xina - Xichang                                             | Xina - CNSA                                                           | Xina - CNSA                                                           |
| 24 de novembre 16:09    | Xina - Zhongxing-20A | CNSA                                                                     | Geosíncrona                                                | Comunicacions                                              | En òrbita                                                             | Operacional                                                           |
| 25 de novembre 04:40    | Índia - Agni I | Índia - Agni I                                                           | Índia - Integrated Test Range IC-4                         | Índia - Integrated Test Range IC-4                         | Índia - Exèrcit de l'Índia                                            | Índia - Exèrcit de l'Índia                                            |
| 25 de novembre 04:40    | | Exèrcit de l'Índia                                                       | Òrbita baixa                                               | Prova de míssils                                           | 25 de novembre                                                        | Reeixit                                                               |
| 26 de novembre 18:39    | Europa - Ariane 5ECA | Europa - Ariane 5ECA                                                     | França - Kourou ELA-3                                      | França - Kourou ELA-3                                      | França - Arianespace                                                  | França - Arianespace                                                  |
| 26 de novembre 18:39    | Nacions Unides - Intelsat 17 | Intelsat                                                                 | Geosíncrona                                                | Comunicacions                                              | En òrbita                                                             | Operacional                                                           |
| 26 de novembre 18:39    | Regne Unit - HYLAS-1 | Avanti                                                                   | Geosíncrona                                                | Comunicacions                                              | En òrbita                                                             | Operacional                                                           |
| 26 de novembre 18:39    | 40è llançament amb èxit consecutiu de l'Ariane 5 |                                                                          |                                                            |                                                            |                                                                       |                                                                       |
| Desembre                | |                                                                          |                                                            |                                                            |                                                                       |                                                                       |
| 4 de desembre 04:21     | Estats Units - Nike-Improved Orion | Estats Units - Nike-Improved Orion                                       | Noruega - Andøya                                           | Noruega - Andøya                                           | Noruega - Andøya                                                      | Noruega - Andøya                                                      |
| 4 de desembre 04:21     | Noruega Alemanya - ECOMA 2010-1 | Andøya/DLR                                                               | Suborbital                                                 | Aeronomia                                                  | 4 de desembre                                                         | Reeixit                                                               |
| 5 de desembre 10:25     | Rússia - Proton-M/DM-03 Enhanced | Rússia - Proton-M/DM-03 Enhanced                                         | Kazakhstan - Baikonur Site 81/24                           | Kazakhstan - Baikonur Site 81/24                           | Rússia - Roskosmos                                                    | Rússia - Roskosmos                                                    |
| 5 de desembre 10:25     | Rússia - Glonass-M No.39 | VKS                                                                      | Destinat: Òrbita mitjana                                   | Navegació                                                  | 5 de desembre                                                         | Error de llançament                                                   |
| 5 de desembre 10:25     | Rússia - Glonass-M No.40 | VKS                                                                      | Destinat: Òrbita mitjana                                   | Navegació                                                  | 5 de desembre                                                         | Error de llançament                                                   |
| 5 de desembre 10:25     | Rússia - Glonass-M No.41 | VKS                                                                      | Destinat: Òrbita mitjana                                   | Navegació                                                  | 5 de desembre                                                         | Error de llançament                                                   |
| 5 de desembre 10:25     | Vol inaugural del Blok DM-03. Abastament de combustible incorrecte de l'etapa superior va comportar a ser una càrrega massa gran per arribar a l'òrbita d'aparcament, va caure en l'Oceà Pacífic. |                                                                          |                                                            |                                                            |                                                                       |                                                                       |
| 5 de desembre 19:11     | Rússia - RS-12M Topol | Rússia - RS-12M Topol                                                    | Rússia - Kapustin Iar                                      | Rússia - Kapustin Iar                                      | Rússia - RVSN                                                         | Rússia - RVSN                                                         |
| 5 de desembre 19:11     | | RVSN                                                                     | Suborbital                                                 | Prova de míssils                                           | 5 de desembre                                                         | Reeixit                                                               |
| 6 de desembre 16:45     | Canadà - Terrier-Orion | Canadà - Terrier-Orion                                                   | Estats Units - White Sands                                 | Estats Units - White Sands                                 | Estats Units - NASA                                                   | Estats Units - NASA                                                   |
| 6 de desembre 16:45     | Estats Units - TRaiNED | NASA                                                                     | Suborbital                                                 | Tecnologia                                                 | 6 de desembre                                                         | Reeixit                                                               |
| 6 de desembre 17:19     | Brasil - Orion | Brasil - Orion                                                           | Brasil - Alcântara                                         | Brasil - Alcântara                                         | Brasil - AEB                                                          | Brasil - AEB                                                          |
| 6 de desembre 17:19     | Brasil - Maracati 2 | INPE                                                                     | Suborbital                                                 | Microgravetat                                              | 6 de desembre                                                         | Reeixit                                                               |
| 6 de desembre 17:19     | Prova de l'Operació Maracati 2 |                                                                          |                                                            |                                                            |                                                                       |                                                                       |
| 8 de desembre 15:43     | Estats Units - Falcon 9 | Estats Units - Falcon 9                                                  | Estats Units - Cape Canaveral SLC-40                       | Estats Units - Cape Canaveral SLC-40                       | Estats Units - SpaceX                                                 | Estats Units - SpaceX                                                 |
| 8 de desembre 15:43     | Estats Units - Dragon C1 | SpaceX/NASA                                                              | Òrbita baixa                                               | Prova de nau espacial                                      | 8 de desembre 19:02                                                   | Reeixit                                                               |
| 8 de desembre 15:43     | Estats Units - SMDC-ONE 1 | Exèrcit dels Estats Units d'Amèrica                                      | Òrbita baixa                                               | Comunicacions                                              | 12 de gener 2011                                                      | Reeixit                                                               |
| 8 de desembre 15:43     | Estats Units - de maigflower | Northrop Grumman/USC                                                     | Òrbita baixa                                               | Tecnologia                                                 | 22 de desembre                                                        | Reeixit                                                               |
| 8 de desembre 15:43     | Estats Units - QbX-1 | NRO                                                                      | Òrbita baixa                                               | Tecnologia                                                 | 6 de gener 2011                                                       | Reeixit                                                               |
| 8 de desembre 15:43     | Estats Units - QbX-2 | NRO                                                                      | Òrbita baixa                                               | Tecnologia                                                 | 16 de gener 2011                                                      | Reeixit                                                               |
| 8 de desembre 15:43     | Estats Units - Perseus 000 | LANL                                                                     | Òrbita baixa                                               | Tecnologia                                                 | 30 de desembre                                                        | Reeixit                                                               |
| 8 de desembre 15:43     | Estats Units - Perseus 001 | LANL                                                                     | Òrbita baixa                                               | Tecnologia                                                 | 31 de desembre                                                        | Reeixit                                                               |
| 8 de desembre 15:43     | Estats Units - Perseus 002 | LANL                                                                     | Òrbita baixa                                               | Tecnologia                                                 | 30 de desembre                                                        | Reeixit                                                               |
| 8 de desembre 15:43     | Estats Units - Perseus 003 | LANL                                                                     | Òrbita baixa                                               | Tecnologia                                                 | 31 de desembre                                                        | Reeixit                                                               |
| 8 de desembre 15:43     | COTS Demo 1, vol inaugural del SpaceX Dragon, la càpsula va transportat la càrrega Caerus operat per USC |                                                                          |                                                            |                                                            |                                                                       |                                                                       |
| 10 de desembre          | Índia - Agni-II Plus | Índia - Agni-II Plus                                                     | Índia - ITR IC-3                                           | Índia - ITR IC-3                                           | Índia - Exèrcit de l'Índia                                            | Índia - Exèrcit de l'Índia                                            |
| 10 de desembre          | | Exèrcit de l'Índia                                                       | Suborbital                                                 | Prova de míssils                                           | 10 de desembre                                                        | Error de llançament                                                   |
| 10 de desembre          | Versió millorada de l'Agni II, va caure al mar poc després del llançament |                                                                          |                                                            |                                                            |                                                                       |                                                                       |
| 12 de desembre 06:38    | Canadà - Black Brant XII | Canadà - Black Brant XII                                                 | Noruega - Andøya                                           | Noruega - Andøya                                           | Estats Units - NASA                                                   | Estats Units - NASA                                                   |
| 12 de desembre 06:38    | Estats Units - RENU 1 | New Hampshire                                                            | Suborbital                                                 | Geoespai                                                   | 12 de desembre                                                        | Error de llançament                                                   |
| 12 de desembre 12:35    | Brasil - VSB-30 | Brasil - VSB-30                                                          | Brasil - Alcântara                                         | Brasil - Alcântara                                         | Brasil - AEB                                                          | Brasil - AEB                                                          |
| 12 de desembre 12:35    | Brasil - Maracati 2 | INPE                                                                     | Suborbital                                                 | Microgravetat                                              | 12 de desembre 12:51                                                  | Reeixit                                                               |
| 12 de desembre 12:35    | Operació Maracati 2, càrrega MICROG 1A |                                                                          |                                                            |                                                            |                                                                       |                                                                       |
| 13 de desembre 03:24    | Estats Units - Nike-Improved Orion | Estats Units - Nike-Improved Orion                                       | Noruega - Andøya                                           | Noruega - Andøya                                           | Noruega - Andøya                                                      | Noruega - Andøya                                                      |
| 13 de desembre 03:24    | Noruega Alemanya - ECOMA 2010-2 | Andøya/DLR                                                               | Suborbital                                                 | Aeronomia                                                  | 13 de desembre                                                        | Reeixit                                                               |
| 15 de desembre          | Estats Units - UGM-96 Trident I C4 (LV-2) | Estats Units - UGM-96 Trident I C4 (LV-2)                                | Illes Marshall - Meck                                      | Illes Marshall - Meck                                      | Estats Units - MDA                                                    | Estats Units - MDA                                                    |
| 15 de desembre          | | MDA                                                                      | Suborbital                                                 | Prova ABM                                                  | 15 de desembre                                                        | Reeixit                                                               |
| 15 de desembre          | Estats Units - Ground Based Interceptor | Estats Units - Ground Based Interceptor                                  | Estats Units - Vandenberg LF-23                            | Estats Units - Vandenberg LF-23                            | Estats Units - MDA                                                    | Estats Units - MDA                                                    |
| 15 de desembre          | | MDA                                                                      | Suborbital                                                 | Prova ABM                                                  | 15 de desembre                                                        | Error del vehicle                                                     |
| 15 de desembre          | Va fallar l'interceptor, la causa està sota investigació |                                                                          |                                                            |                                                            |                                                                       |                                                                       |
| 15 de desembre 19:09    | Rússia - Soiuz-FG | Rússia - Soiuz-FG                                                        | Kazakhstan - Baikonur Site 1/5                             | Kazakhstan - Baikonur Site 1/5                             | Rússia - Roskosmos                                                    | Rússia - Roskosmos                                                    |
| 15 de desembre 19:09    | Rússia - Soiuz TMA-20 | Roskosmos                                                                | Òrbita baixa (ISS)                                         | ISS Expedició 26                                           | 24 de maig 2011 02:27                                                 | Reeixit                                                               |
| 15 de desembre 19:09    | Vol tripulat amb tres cosmonautes |                                                                          |                                                            |                                                            |                                                                       |                                                                       |
| 17 de desembre 20:04    | Xina - Llarga Marxa 3A | Xina - Llarga Marxa 3A                                                   | Xina - Xichang                                             | Xina - Xichang                                             | Xina - CNSA                                                           | Xina - CNSA                                                           |
| 17 de desembre 20:04    | Xina - Compass-IGSO-2 | CNSA                                                                     | Geosíncrona                                                | Navegació                                                  | En òrbita                                                             | Operacional                                                           |
| 19 de desembre 02:36    | Estats Units - Nike-Improved Orion | Estats Units - Nike-Improved Orion                                       | Noruega - Andøya                                           | Noruega - Andøya                                           | Noruega - Andøya                                                      | Noruega - Andøya                                                      |
| 19 de desembre 02:36    | Noruega Alemanya - ECOMA 2010-3 | Andøya/DLR                                                               | Suborbital                                                 | Aeronomia                                                  | 19 de desembre                                                        | Reeixit                                                               |
| 21 de desembre          | Pakistan - Ghauri | Pakistan - Ghauri                                                        | Pakistan - Tilla                                           | Pakistan - Tilla                                           | Pakistan - Exèrcit del Pakistan                                       | Pakistan - Exèrcit del Pakistan                                       |
| 21 de desembre          | Pakistan - Haft-5 | Army of Pakistan                                                         | Suborbital                                                 | Prova de míssils                                           | 21 de desembre                                                        | Reeixit                                                               |
| 21 de desembre          | Apogeu: 100 km |                                                                          |                                                            |                                                            |                                                                       |                                                                       |
| 22 de desembre          | Índia - Prithvi II | Índia - Prithvi II                                                       | Índia - Integrated Test Range IC-3                         | Índia - Integrated Test Range IC-3                         | Índia - DRDO                                                          | Índia - DRDO                                                          |
| 22 de desembre          | | DRDO                                                                     | Suborbital                                                 | Prova de míssils                                           | 22 de desembre                                                        | Reeixit                                                               |
| 22 de desembre          | Índia - Prithvi II | Índia - Prithvi II                                                       | Índia - Integrated Test Range IC-3                         | Índia - Integrated Test Range IC-3                         | Índia - DRDO                                                          | Índia - DRDO                                                          |
| 22 de desembre          | | DRDO                                                                     | Suborbital                                                 | Prova de míssils                                           | 22 de desembre                                                        | Reeixit                                                               |
| 25 de desembre 10:34    | Índia - GSLV Mk.I | Índia - GSLV Mk.I                                                        | Índia - Satish Dhawan SLP                                  | Índia - Satish Dhawan SLP                                  | Índia - ISRO                                                          | Índia - ISRO                                                          |
| 25 de desembre 10:34    | Índia - GSAT-5P | ISRO                                                                     | Destinat: Geosíncrona                                      | Comunicacions                                              | 25 de desembre                                                        | Error de llançament                                                   |
| 25 de desembre 10:34    | Es va desintegrar durant el vol de la primera etapa |                                                                          |                                                            |                                                            |                                                                       |                                                                       |
| 26 de desembre 22:51    | Rússia - Proton-M/Briz-M Enhanced | Rússia - Proton-M/Briz-M Enhanced                                        | Kazakhstan - Baikonur Site 200/39                          | Kazakhstan - Baikonur Site 200/39                          | Rússia Estats Units - International Launch Services                   | Rússia Estats Units - International Launch Services                   |
| 26 de desembre 22:51    | França - KA-SAT | Eutelsat                                                                 | Geosíncrona                                                | Comunicacions                                              | En òrbita                                                             | Operacional                                                           |
| 29 de desembre 21:27    | Europa - Ariane 5ECA | Europa - Ariane 5ECA                                                     | França - Kourou ELA-3                                      | França - Kourou ELA-3                                      | França - Arianespace                                                  | França - Arianespace                                                  |
| 29 de desembre 21:27    | Espanya - Hispasat-1E | Hispasat                                                                 | Geosíncrona                                                | Comunicacions                                              | En òrbita                                                             | Operacional                                                           |
| 29 de desembre 21:27    | Corea del Sud - Koreasat 6 | Koreasat                                                                 | Geosíncrona                                                | Comunicacions                                              | En òrbita                                                             | Operacional                                                           |

## Encontres espacials
| Data (GMT)     | Nau espacial | Esdeveniment             | Comentaris                                                         |
| -------------- | ------------ | ------------------------ | ------------------------------------------------------------------ |
| 12 de gener    | Cassini      | 65è sobrevol de Tità     | Apropament màxim: 1073 km                                          |
| 28 de gener    | Cassini      | 66è sobrevol de Tità     | Apropament màxim: 7490 km                                          |
| 31 de gener    | Artemis P1   | Sobrevol lunar           | Apropament màxim: 11992 km a les 08:13 UTC                         |
| 1 de febrer    | Artemis P2   | Sobrevol lunar           | Apropament màxim: 69222 km a les 14:44 UTC                         |
| 13 de febrer   | Artemis P1   | Sobrevol lunar           | Apropament màxim: 2958 km a les 10:06 UTC                          |
| 13 de febrer   | Cassini      | Sobrevol de Mimas        | Apropament màxim: 9520 km                                          |
| 16 de febrer   | Mars Express | Sobrevol de Fobos        | Apropament màxim: 991 km                                           |
| 22 de febrer   | Mars Express | Sobrevol de Fobos        | Apropament màxim: 574 km                                           |
| 25 de febrer   | Mars Express | Sobrevol de Fobos        | Apropament màxim: 398 km                                           |
| 28 de febrer   | Mars Express | Sobrevol de Fobos        | Apropament màxim: 226 km                                           |
| 1 de març      | Artemis P2   | Sobrevol lunar           | Apropament màxim: 68036 km a les 04:11 UTC                         |
| 2 de març      | Cassini      | 2n sobrevol de Rea       | Apropament màxim: 100 km                                           |
| 3 de març      | Cassini      | Sobrevol de Helena       | Apropament màxim: 1803 km                                          |
| 3 de març      | Mars Express | Sobrevol de Fobos        | Apropament màxim: 67 km                                            |
| 7 de març      | Mars Express | Sobrevol de Fobos        | Apropament màxim: 107 km                                           |
| 10 de març     | Mars Express | Sobrevol de Fobos        | Apropament màxim: 286 km                                           |
| 13 de març     | Mars Express | Sobrevol de Fobos        | Apropament màxim: 476 km                                           |
| 16 de març     | Mars Express | Sobrevol de Fobos        | Apropament màxim: 662 km                                           |
| 19 de març     | Mars Express | Sobrevol de Fobos        | Apropament màxim: 848 km                                           |
| 23 de març     | Mars Express | Sobrevol de Fobos        | Apropament màxim: 1341 km                                          |
| 26 de març     | Mars Express | Sobrevol de Fobos        | Apropament màxim: 1304 km                                          |
| 28 de març     | Artemis P2   | Sobrevol lunar           | Apropament màxim: 9366 km a les 07:34 UTC                          |
| 5 d'abril      | Cassini      | 67è sobrevol de Tità     | Apropament màxim: 7462 km                                          |
| 7 d'abril      | Cassini      | 2n sobrevol de Dione     | Apropament màxim: 504 km                                           |
| 28 d'abril     | Cassini      | 9è sobrevol d'Encèlad    | Apropament màxim: 103 km                                           |
| 18 de maig     | Cassini      | 10è sobrevol d'Encèlad   | Apropament màxim: 201 km                                           |
| 20 de maig     | Cassini      | 68è sobrevol de Tità     | Apropament màxim: 1400 km                                          |
| 5 de juny      | Cassini      | 69è sobrevol de Tità     | Apropament màxim: 2044 km                                          |
| 13 de juny     | Hayabusa     | Reentrada a la Terra     | Es va recuperar mostra de recipient amb èxit                       |
| 21 de juny     | Cassini      | 70è sobrevol de Tità     | Apropament màxim: 955 km                                           |
| 7 de juliol    | Cassini      | 71è sobrevol de Tità     | Apropament màxim: 1005 km                                          |
| 10 de juliol   | Rosetta      | Sobrevol de (21) Lutècia | Apropament màxim: 3100 km                                          |
| 13 d'agost     | Cassini      | 11è sobrevol d'Encèlad   | Apropament màxim: 2554 km                                          |
| 25 d'agost     | Artemis P1   | Inserció en òrbita LL2   |                                                                    |
| 24 de setembre | Cassini      | 72n sobrevol de Tità     | Apropament màxim: 8175 km                                          |
| 6 d'octubre    | Chang'e 2    | Inserció en òrbita lunar |                                                                    |
| 16 d'octubre   | Cassini      | Sobrevol de Pal·lene     | Apropament màxim: 36000 km                                         |
| 22 d'octubre   | Artemis P2   | Inserció en òrbita LL1   |                                                                    |
| 4 de novembre  | Deep Impact  | Sobrevol del Hartley 2   | Apropament màxim: 700 km                                           |
| 11 de novembre | Cassini      | 73r sobrevol de Tità     |                                                                    |
| 30 de novembre | Cassini      | 12n sobrevol d'Encèlad   | Apropament màxim: 47.9 km                                          |
| 7 de desembre  | Akatsuki     | 1r sobrevol de Venus     | Error en inserció d'òrbita citerocèntrica Apropament màxim: 550 km |
| 8 de desembre  | IKAROS       | Sobrevol de Venus        | Apropament màxim: 80800 km                                         |
| 21 de desembre | Cassini      | 13r sobrevol d'Encèlad   | Apropament màxim: 50 km                                            |
| de desembre    | Shin'en      | Sobrevol de Venus        | no confirmat.                                                      |

Els sobrevols distants no objectivitzats de Dione, Encèlad, Mimas, Rea, Tetis i Tità per la Cassini es produirien durant el primer semestre de l'any.

## EVAs
| Inici Data/Hora      | Duració           | Hora Finalització | Nau espacial            | Tripulació                                                               | Comentaris |
| -------------------- | ----------------- | ----------------- | ----------------------- | ------------------------------------------------------------------------ | --- |
| 14 de gener 10:05    | 5 hores 44 minuts | 15:49             | Expedició 22 ISS Pirs   | Rússia - Oleg Kótov · Rússia - Maksim Surayev                            | Es va preparar el mòdul Poisk per a futurs acoblaments. |
| 12 de febrer 02:17   | 6 hores 32 minuts | 08:49             | STS-130 ISS Quest       | Estats Units - Robert L. Behnken · Estats Units - Nicholas Patrick       | Es va treure una coberta protectiva d'un port del node Unity on el Tranquility va ser acoblat a la meitat de la caminada espacial. Va ser traslladat en una plataforma de peces de recanvi per al Special Purpose Dexterous Manipulator des del transbordador a l'estació. Una vegada que la tasca s'havés completat, en Behnken i en Patrick va fer diverses connexions recent instal·lades al node Tranquility per començar la seva activació. |
| 14 de febrer 02:20   | 5 hores 54 minuts | 08:14             | STS-130 ISS Quest       | Estats Units - Robert L. Behnken · Estats Units - Nicholas Patrick       | Es va instal·lar canonades d'amoníac i connectors entre el Unity, el Destiny i el Tranquility i es van cobrir amb aïllament tèrmic. Preparat el port nadir en el Tranquility per a la reubicació del Cupola, i passamans a l'exterior del Tranquility. |
| 17 de febrer 02:15   | 5 hores 48 minuts | 08:03             | STS-130 ISS Quest       | Estats Units - Robert L. Behnken · Estats Units - Nicholas Patrick       | Es van instal·lar canonades d'amoníac addicionals entre el Unity i el Tranquility, es van eliminar els panys de llançament i d'aïllament del Cupola, passamans addicionals a l'exterior del Tranquility i realitzat per davant per fer-se tasques de suport a la instal·lació d'un Power Data Grapple Fixture (PDGF) a l'exterior del Zarià amb la instal·lació de cables en el Unity i l'armadura del S0. |
| 9 d'abril 05:31      | 6 hores 27 minuts | 11:58             | STS-131 ISS Quest       | Estats Units - Richard Mastracchio · Estats Units - Clayton Anderson     | Reubicació del nou tanc d'amoníac de la zona de càrrega del transbordador a una ubicació d'emmagatzematge temporal i desconnectades les línies de fluid en el tanc d'amoníac en l'armadura S1. Obtingut un experiment japonès des de l'exterior del laboratori Kibo per al retorn a la Terra i se substitueix un giroscopi que va fallar en l'armadura S0. Es van fer tasques que inclouen l'obertura d'un faldó a la finestreta en el zenit CBM del Harmony, i es retiren els cargols de retenció de llançament del Flex Hose Rotary Coupler (FHRC) sobre l'armadura P1. |
| 11 d'abril 05:30     | 7 hores 26 minuts | 12:56             | STS-131 ISS Quest       | Estats Units - Richard Mastracchio · Estats Units - Clayton Anderson     | El tanc d'amoníac vell va ser retirat de l'armadura S1 i es va reemplaçar amb el tanc nou. Es van fer les connexions elèctriques en el tanc, però les línies de fluid es van ajornar fins a la tercera EVA de la missió per falta de temps ja que la instal·lació es va perllongar per un problema amb els cargols que subjecten el tanc a l'armadura. El tanc antic, va ser traslladat a una ubicació d'emmagatzematge temporal a l'estació i s'ha reassignat un peu de retenció en la preparació per a la caminada espacial d'una missió del transbordador més endavant. |
| 13 d'abril 06:14     | 6 hores 24 minuts | 12:36             | STS-131 ISS Quest       | Estats Units - Richard Mastracchio · Estats Units - Clayton Anderson     | Les línies de fluids es connecten al tanc nou d'amoníac i el tanc vell va ser traslladat a la zona de càrrega del transbordador per al retorn a la Terra. Els escuts de micro-meteorits de la bossa d'aire del Quest que ja no eren necessaris, van ser portats a l'interior de la resclosa d'aire per al retorn a la Terra dins del Leonardo MPLM. La carcassa Z1 va ser preparat per a la instal·lació d'una antena de recanvi en la pròxima missió del transbordador, i s'ha reassignat un peu de retenció en la preparació per a una caminada espacial en el futur. La recuperació d'una placa de suport extern sobre el Columbus es va postergar per a una altra missió de transbordador a causa de limitacions de temps que després es van trobar per problemes amb col·locar el tanc d'amoníac vell a un transportador de la zona de càrrega, i altres tasques es van ajornar fins als EVAs més tards a causa d'un reordenament dels problemes amb la segona missió EVA. |
| 17 de maig 11:54     | 7 hores 25 minuts | 19:19             | STS-132 ISS Quest       | Estats Units - Garrett Reisman · Estats Units - Stephen G. Bowen         | Es va instal·lar una antena lliure espai-a-terra del tipus Ku-band en l'armadura del Z1; es va instal·lar una nova plataforma d'eines del Dextre, i es va trencar el parell de cargols que subjecten les bateries de recanvi a la de càrrega portadora ICC-VLD. |
| 19 de maig 10:38     | 7 hores 9 minuts  | 17:47             | STS-132 ISS Quest       | Estats Units - Stephen G. Bowen · Estats Units - Michael T. Good         | Es va reparar el Orbiter Boom Sensor System (OBSS) Atlantis; Substitució de bateries al P6 (4 de 6 unitats); i retirar els perns que carreguen l'antena de banda Ku instal·lat al primer EVA de la missió. |
| 21 de maig 10:27     | 6 hores 46 minuts | 17:13             | STS-132 ISS Quest       | Estats Units - Michael T. Good · Estats Units - Garrett Reisman          | Substitució de bateries al P6 (final 2 de 6 unitats); instal·lats "jumpers" d'amoníac a la interfície del P4/P5, es va recuperar unade recanvi del PDGF de la zona de càrrega del Atlantis i va estibar cap a l'interior de la bossa d'aire del Quest. Els astronautes també reposen el subministrament d'eines d'EVA en caixes d'eines a l'exterior de l'estació. |
| 27 de juliol 04:11   | 6 hores 42 minuts | 10:53             | Expedició 24 ISS Pirs   | Rússia - Fiódor Iurtxikhin · Rússia - Mikhaïl Kornienko                  | Substituït una càmera de vídeo ATV del Zvezda, comandes enviades a través de les línies de dades de maneig de la Zvezda i el Zarià al nou mòdul Rassvet així com realitzar les connexions Kurs entre el Rassvet i el Zarià per permetre els futurs acoblaments automàtics per al nou mòdul. A continuació, els dos cosmonautes es van desfer de la càmera de vídeo ATV antiga. |
| 7 d'agost 11:19      | 8 hores 3 minuts  | 19:22             | Expedition 24 ISS Quest | Estats Units - Douglas H. Wheelock · Estats Units - Tracy Caldwell Dyson | Intent fallit de reemplaçar el mòdul de bomba d'amoníac del S1. Els caminants espacials no han completat totes les tasques programades a causa d'una desconnexió ràpida que es va quedar encallat i no es va deixar anar. El parell d'astronautes van haver de completar una "comprovació" a fi d'assegurar que no havia amoníac en els seus vestits abans de tornar a entrar a l'Estació Espacial. |
| 11 d'agost 12:27     | 7 hores 26 minuts | 19:53             | Expedition 24 ISS Quest | Estats Units - Douglas H. Wheelock · Estats Units - Tracy Caldwell Dyson | Completada l'eliminació del mòdul de la bomba de l'armadura S1 i es va començar els preparatius d'instal·lació de la bomba de reemplaçament. |
| 16 d'agost 10:20     | 7 hores 20 minuts | 17:40             | Expedition 24 ISS Quest | Estats Units - Douglas H. Wheelock · Estats Units - Tracy Caldwell Dyson | Mòdul instal·lat d'una nova bomba a la biga S1. |
| 15 de novembre 14:55 | 6 hores 27 minuts | 21:22             | Expedition 25 ISS Pirs  | Rússia - Fiódor Iurtxikhin · Rússia - Oleg Skripochka                    | Es va instal·lar una estació de treball d'usos múltiples en el Zvezda, recuperar la càmera, recuperar el Kontur, instal·lació d'experiment de nous materials, recollir mostres per sota de l'aïllament. |

## Resum de llançaments orbitals

### Per país
| País                                    | Llançaments | Reeixits | Errors | Errors parcials | Comentaris            |
| --------------------------------------- | ----------- | -------- | ------ | --------------- | --------------------- |
| Europa                                  | 6           | 6        | 0      | 0               |                       |
| Índia                                   | 3           | 1        | 2      | 0               |                       |
| Israel                                  | 1           | 1        | 0      | 0               |                       |
| Japó                                    | 2           | 2        | 0      | 0               |                       |
| República Popular de la Xina            | 15          | 15       | 0      | 0               |                       |
| Rússia/ Comunitat d'Estats Independents | 31          | 30       | 1      | 0               |                       |
| Corea del Sud                           | 1           | 0        | 1      | 0               | Amb assistència russa |
| Estats Units                            | 15          | 15       | 0      | 0               |                       |

### Per coet

#### Per família
| Família                | País                         | Llançaments | Reeixits | Errors | Errors parcials | Comentaris |
| ---------------------- | ---------------------------- | ----------- | -------- | ------ | --------------- | ---------- |
| Angara                 | Rússia                       | 1           | 0        | 1      | 0               |            |
| Ariane                 | Europe                       | 6           | 6        | 0      | 0               |            |
| Atlas                  | Estats Units                 | 4           | 4        | 0      | 0               |            |
| Delta                  | Estats Units                 | 4           | 4        | 0      | 0               |            |
| Falcon 9               | Estats Units                 | 2           | 2        | 0      | 0               |            |
| H-II                   | Japó                         | 2           | 2        | 0      | 0               |            |
| Jericho                | França · Israel              | 1           | 1        | 0      | 0               |            |
| Llarga Marxa           | República Popular de la Xina | 15          | 15       | 0      | 0               |            |
| Minotaur               | Estats Units                 | 2           | 2        | 0      | 0               |            |
| R-7                    | Rússia                       | 13          | 13       | 0      | 0               |            |
| R-14                   | Rússia                       | 1           | 1        | 0      | 0               |            |
| R-36                   | Ucraïna                      | 3           | 3        | 0      | 0               |            |
| SLV                    | Índia                        | 3           | 1        | 2      | 0               |            |
| Transbordador espacial | Estats Units                 | 3           | 3        | 0      | 0               |            |
| Universal Rocket       | Rússia                       | 14          | 13       | 1      | 0               |            |

#### Per tipus
| Coet                   | País                         | Família                | Llançaments | Reeixits | Errors | Errors parcials | Comentaris    |
| ---------------------- | ---------------------------- | ---------------------- | ----------- | -------- | ------ | --------------- | ------------- |
| Ariane 5               | Europe                       | Ariane                 | 6           | 6        | 0      | 0               |               |
| Atlas V                | Estats Units                 | Atlas                  | 4           | 4        | 0      | 0               |               |
| Delta II               | Estats Units                 | Delta                  | 1           | 1        | 0      | 0               |               |
| Delta IV               | Estats Units                 | Delta                  | 3           | 3        | 0      | 0               |               |
| Dnepr                  | Ucraïna                      | R-36                   | 3           | 3        | 0      | 0               |               |
| Falcon 9               | Estats Units                 | Falcon                 | 2           | 2        | 0      | 0               | Vol inaugural |
| GSLV                   | Índia                        | SLV                    | 2           | 0        | 2      | 0               |               |
| H-IIA                  | Japó                         | H-II                   | 2           | 2        | 0      | 0               |               |
| Kosmos                 | Rússia                       | R-12/R-14              | 1           | 1        | 0      | 0               |               |
| Llarga Marxa 2         | República Popular de la Xina | Llarga Marxa           | 3           | 3        | 0      | 0               |               |
| Llarga Marxa 3         | República Popular de la Xina | Llarga Marxa           | 8           | 8        | 0      | 0               |               |
| Llarga Marxa 4         | República Popular de la Xina | Llarga Marxa           | 4           | 4        | 0      | 0               |               |
| Minotaur IV            | Estats Units                 | Minotaur               | 2           | 2        | 0      | 0               | Vol inaugural |
| Molniya                | Rússia                       | R-7                    | 1           | 1        | 0      | 0               | Retirat       |
| Naro                   | Rússia · Corea del Sud       | Angara                 | 1           | 0        | 1      | 0               |               |
| Proton                 | Rússia                       | Universal Rocket       | 12          | 11       | 1      | 0               |               |
| PSLV                   | Índia                        | SLV                    | 1           | 1        | 0      | 0               |               |
| Shavit                 | Israel                       | Jericho                | 1           | 1        | 0      | 0               |               |
| Soiuz                  | Rússia                       | R-7                    | 12          | 12       | 0      | 0               |               |
| Transbordador espacial | Estats Units                 | Transbordador espacial | 3           | 3        | 0      | 0               |               |
| UR-100                 | Rússia                       | Universal Rocket       | 2           | 2        | 0      | 0               |               |

#### Per configuració
| Coet                   | País                         | Tipus                  | Llançaments | Reeixits | Errors | Errors parcials | Comentaris    |
| ---------------------- | ---------------------------- | ---------------------- | ----------- | -------- | ------ | --------------- | ------------- |
| Ariane 5ECA            | Europe                       | Ariane 5               | 6           | 6        | 0      | 0               |               |
| Atlas V 401            | Estats Units                 | Atlas V                | 1           | 1        | 0      | 0               |               |
| Atlas V 501            | Estats Units                 | Atlas V                | 2           | 2        | 0      | 0               | Vol inaugural |
| Atlas V 531            | Estats Units                 | Atlas V                | 1           | 1        | 0      | 0               | Vol inaugural |
| Delta II 7420          | Estats Units                 | Delta II               | 1           | 1        | 0      | 0               | Retirat       |
| Delta IV-M+(4,2)       | Estats Units                 | Delta IV               | 2           | 2        | 0      | 0               |               |
| Delta IV-H             | Estats Units                 | Delta IV               | 1           | 1        | 0      | 0               |               |
| Dnepr-1                | Ucraïna                      | Dnepr                  | 3           | 3        | 0      | 0               |               |
| Falcon 9               | Estats Units                 | Falcon 9               | 2           | 2        | 0      | 0               | Vol inaugural |
| GSLV Mk.I              | Índia                        | GSLV                   | 1           | 0        | 1      | 0               |               |
| GSLV Mk.II             | Índia                        | GSLV                   | 1           | 0        | 1      | 0               | Vol inaugural |
| H-IIA 202              | Japó                         | H-IIA                  | 2           | 2        | 0      | 0               |               |
| Kosmos-3M              | Rússia                       | Kosmos                 | 1           | 1        | 0      | 0               |               |
| Llarga Marxa 2D        | República Popular de la Xina | Llarga Marxa 2         | 3           | 3        | 0      | 0               |               |
| Llarga Marxa 3A        | República Popular de la Xina | Llarga Marxa 3         | 3           | 3        | 0      | 0               |               |
| Llarga Marxa 3B        | República Popular de la Xina | Llarga Marxa 3         | 1           | 1        | 0      | 0               |               |
| Llarga Marxa 3C        | República Popular de la Xina | Llarga Marxa 3         | 4           | 4        | 0      | 0               |               |
| Llarga Marxa 4B        | República Popular de la Xina | Llarga Marxa 4         | 1           | 1        | 0      | 0               |               |
| Llarga Marxa 4C        | República Popular de la Xina | Llarga Marxa 4         | 3           | 3        | 0      | 0               |               |
| Minotaur IV            | Estats Units                 | Minotaur IV            | 1           | 1        | 0      | 0               | Vol inaugural |
| Minotaur IV/HAPS       | Estats Units                 | Minotaur IV            | 1           | 1        | 0      | 0               | Vol inaugural |
| Molniya-M/2BL          | Rússia                       | Molniya                | 1           | 1        | 0      | 0               | Retirat       |
| Naro-1                 | Rússia · Corea del Sud       | Naro                   | 1           | 0        | 1      | 0               |               |
| Proton-M/DM-2          | Rússia                       | Proton                 | 2           | 2        | 0      | 0               |               |
| Proton-M/DM-03         | Rússia                       | Proton                 | 1           | 0        | 1      | 0               |               |
| Proton-M/Briz-M        | Rússia                       | Proton                 | 9           | 9        | 0      | 0               |               |
| PSLV-CA                | Índia                        | PSLV                   | 1           | 1        | 0      | 0               |               |
| Rókot/Briz-KM          | Rússia                       | UR-100                 | 2           | 2        | 0      | 0               |               |
| Shavit-2               | Israel                       | Shavit                 | 1           | 1        | 0      | 0               |               |
| Soiuz-2.1a/Fregat      | Rússia                       | Soiuz                  | 2           | 2        | 0      | 0               |               |
| Soiuz-U                | Rússia                       | Soiuz                  | 6           | 6        | 0      | 0               |               |
| Soiuz-FG               | Rússia                       | Soiuz                  | 4           | 4        | 0      | 0               |               |
| Transbordador espacial | Estats Units                 | Transbordador espacial | 3           | 3        | 0      | 0               |               |

### Per zona de llançament
| Lloc           | País                         | Llançaments | Reeixits | Errors | Errors parcials | Comentaris |
| -------------- | ---------------------------- | ----------- | -------- | ------ | --------------- | ---------- |
| Baikonur       | Kazakhstan                   | 24          | 23       | 1      | 0               |            |
| Cape Canaveral | Estats Units                 | 8           | 8        | 0      | 0               |            |
| Dombarovsky    | Rússia                       | 1           | 1        | 0      | 0               |            |
| Jiuquan        | República Popular de la Xina | 4           | 4        | 0      | 0               |            |
| Kennedy        | Estats Units                 | 3           | 3        | 0      | 0               |            |
| Kodiak         | Estats Units                 | 1           | 1        | 0      | 0               |            |
| Kourou         | França                       | 6           | 6        | 0      | 0               |            |
| Naro           | Corea del Sud                | 1           | 0        | 1      | 0               |            |
| Palmachim      | Israel                       | 1           | 1        | 0      | 0               |            |
| Plesetsk       | Rússia                       | 6           | 6        | 0      | 0               |            |
| Satish Dhawan  | Índia                        | 3           | 1        | 2      | 0               |            |
| Taiyuan        | República Popular de la Xina | 3           | 3        | 0      | 0               |            |
| Tanegashima    | Japó                         | 2           | 2        | 0      | 0               |            |
| Vandenberg     | Estats Units                 | 3           | 3        | 0      | 0               |            |
| Xichang        | República Popular de la Xina | 8           | 8        | 0      | 0               |            |

### Per òrbita
| Règim orbital             | Llançaments | Reeixits | Errors | Aconseguits Accidentalment | Comentaris                                                               |
| ------------------------- | ----------- | -------- | ------ | -------------------------- | ------------------------------------------------------------------------ |
| Òrbita baixa              | 37          | 36       | 1      | 0                          | 12 cap a l'ISS                                                           |
| Òrbita mitjana            | 4           | 3        | 1      | 0                          |                                                                          |
| Geosíncrona/transferència | 28          | 26       | 2      | 0                          |                                                                          |
| Òrbita alta               | 4           | 4        | 0      | 0                          | Incloent-hi Molnia altament el·líptica i òrbites de transferència lunars |
| Òrbita heliocèntrica      | 1           | 1        | 0      | 0                          | Incloent-hi òrbites de transferència planetàries                         |